# ダルマワシ
ダルマワシ（達磨鷲、学名：Terathopius ecaudatus）は、タカ目タカ科に分類される鳥。チュウヒワシ属とは近縁と考えられており、チュウヒワシ亜科に分類される。ダルマワシ属は本種のみで構成する単型属である。ジンバブエの国章であるジンバブエ鳥のモチーフとなった可能性がある。成鳥の体色は黒色で、上背、腰、尾は栗色である。成鳥の翼の前縁には灰色の斑点があり、雌では次列風切まで伸びる。嘴と足は鮮やかな赤色である。成鳥の雨覆は白く、雄の黒い風切羽と対照的である。翼下面の初列風切には灰色の斑点があり、翼端は黒色である。幼鳥は体色が大きく異なり、体の大部分はくすんだ茶色で、羽毛の縁は少し薄い。全ての段階で体に対して非常に大きな頭、小さな嘴、大きな足、比較的短い脚、長く弓状の翼、独特の短い尾が特徴であり、成鳥は幼鳥に比べてさらに尾が小さい。
サブサハラアフリカに広く分布し、アラビア半島では稀である。多少樹木の生い茂ったサバンナや、乾燥した疎林など、やや開けた生息地を好む。猛禽類の中でも特徴的で、日和見的な捕食者であり、多くは腐肉を食べるが、生きた獲物を狩ることもあり、小型から大型の哺乳類や爬虫類、小型の鳥類も捕食する。飛行能力は高く、多くの時間を空中で過ごし、興奮や怒った場合には派手な飛行をすることが多い。大きな木に比較的小型だが頑丈な棒で巣を作り、卵を1個だけ産む。かなり攻撃的な種であるにもかかわらず、自分の巣から簡単に追い出されてしまうため、人間を含む捕食者や、その他の巣に対する脅威に対して非常に脆弱である。完全に成熟するまでに7–8年かかることもあり、猛禽類の中で最も成熟に時間がかかる種である。個体数がかなり減少していることが長い間知られており、現在の生息地はほとんど保護地域のみとなっている。国際自然保護連合は生息地の破壊、農薬の使用、迫害などの人為的要因により、ダルマワシを絶滅危惧種に指定している。

## 分類と名称
様々な遺伝学的研究により、ダルマワシはチュウヒワシ亜科に分類されることが判明している。ただし外見上の類似性から、長い間研究者によって近縁であると推測されていた。特に現生種ではチュウヒワシ属と最も近縁であると示唆されていた。これは遺伝子学的研究によって裏付けられており、シトクロムb遺伝子の塩基配列に基づき、チュウヒワシと単系の分岐群を形成することが判明した。ダルマワシとチュウヒワシ属とは羽毛のパターンが大きく異なるように見えるが、食性および摂食、繁殖において特定の類似性を示している。Lerner and Mindell (2005)は、2つのミトコンドリアDNAと1つの核イントロンの分子配列に基づいて、形態と生活史が非常に異なるフィリピンワシとの間に、これまで判明していなかった密接な関係があることを示した。染色体バンドの研究では、ダルマワシとハゲワシの比較的最近の遺伝的関係も判明している。
一般名の「Bateleur」はフランス語で「綱渡り芸人」を意味する。フランスの博物学者、探検家のフランソワ・ルヴァイヤンにより命名された。属名はギリシア語の「teras（素晴らしい）」＋「ops（顔）」に、種小名はラテン語の「e（なし）」＋「caudatus（尾）」に由来する。元々の学名は Falco ecaudatus で、フランソワ・マリー・ドゥダンによって命名された。当時は猛禽類の間に異なる属があるという概念も無く、ハヤブサ属が他の多くの昼行性猛禽類と分類学的に遠縁であるとは知られていなかった。

## 形態

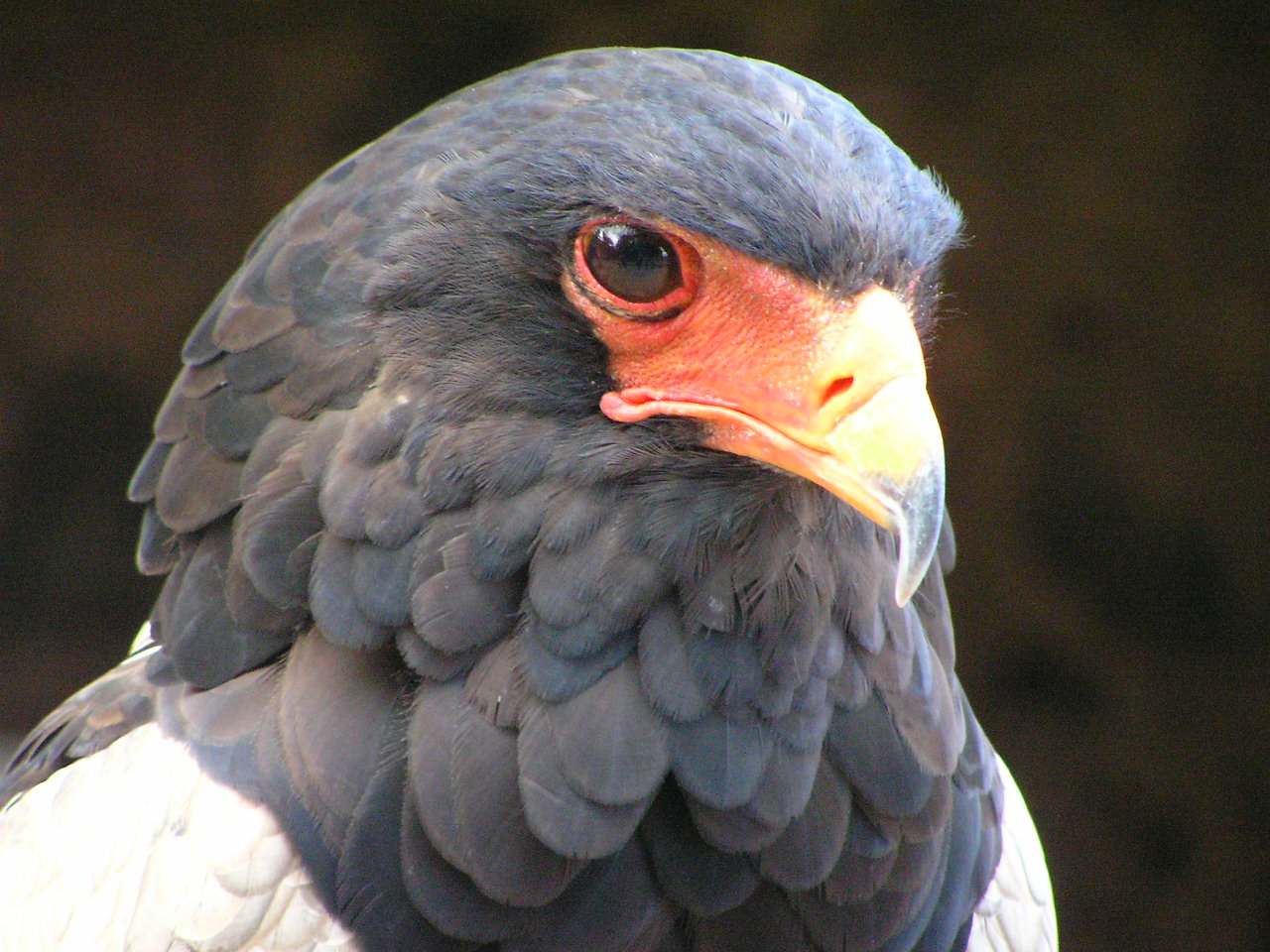
頭部

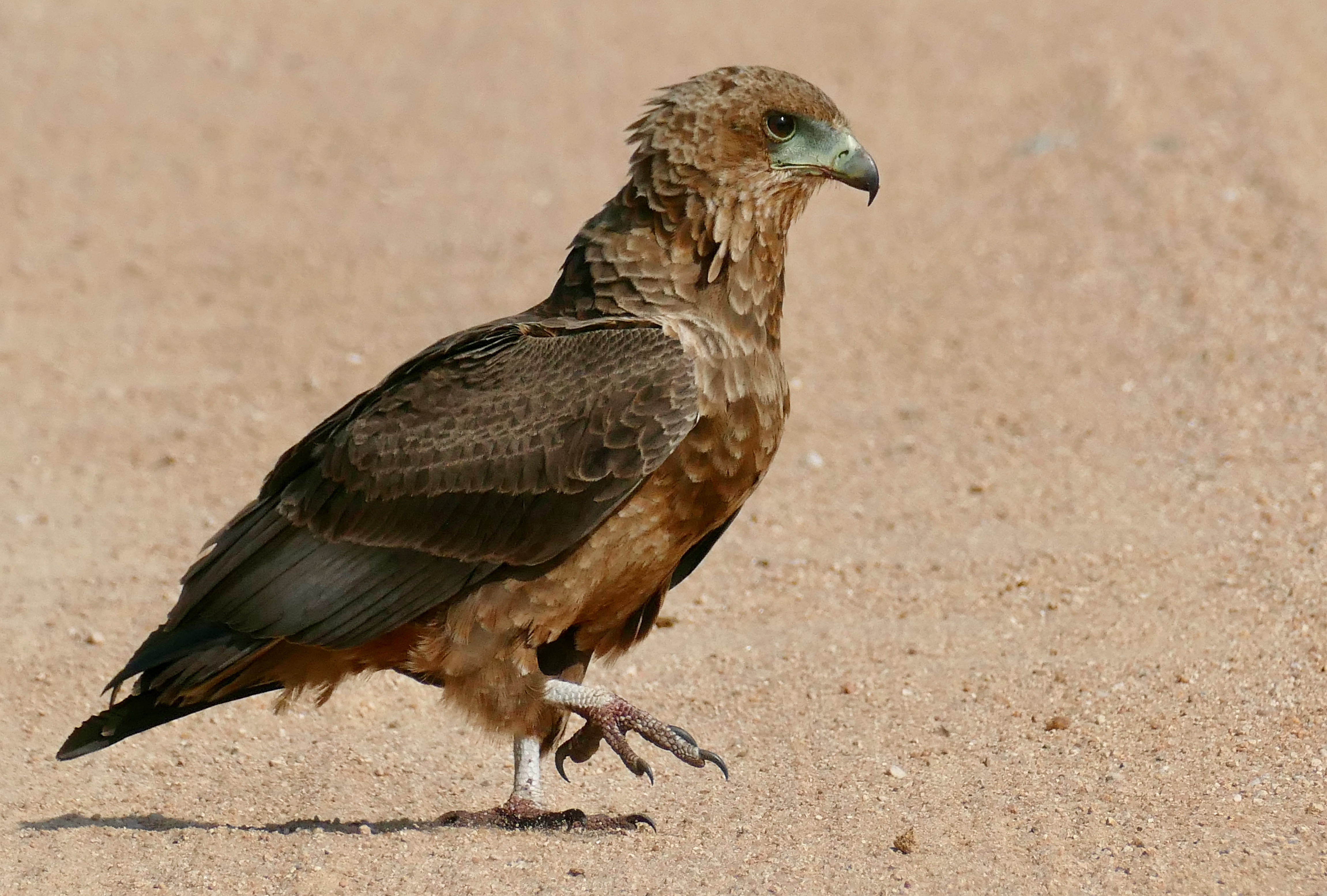
幼鳥

ダルマワシはその独特な形態と羽毛が特徴であり、形態的にはチュウヒワシ類にもハゲワシ類にも類似している。首が太く、頭部は非常に大きく目立ち、頭巾をかぶったように見える。頭部に対して短い嘴を持ち、蝋膜は非常に大きい。チュウヒワシ類の羽毛も頭巾をかぶったように見えるが、ダルマワシほど顕著ではない。木などに止まっている際は、かなりずんぐりとしており、脚が短く、尾は猛禽類の中で一番短いといえる。止まっている際は直立姿勢に近く、その短い脚にもかかわらず、地上ではかなり背が高く見える。止まっている際、体の大部分は大きな翼によって占められており、次列風切は約25枚と、おそらく他のどの猛禽類よりも多い。くちばしは鋭く、鍵形状に曲がっている。成鳥の上背、背、腰、尾、下尾筒は栗色である。成鳥雄は主に黒色で、肩は灰色であり、換羽したばかりのときは白く縁取られている。成鳥雌は雨覆羽が黒ではなく灰褐色で、次列風切が灰色で、先端が黒い。成鳥の最大7%は「クリーム型」で、尾は栗色だが、背などはほぼ完全にクリーム色から淡褐色になっている。クリーム型は、より乾燥した地域でやや多く見られると報告されている。成鳥の皮膚は非常に目立ち、嘴と顔の皮膚、足はすべて明るい赤色だが、日陰に止まっているときや水浴びをしているときなどは、一時的にピンク色、淡いピンク色、黄色がかった色になることもある。皮膚は興奮しているときに最も赤く染まる。嘴は先端が黒色で、中心は黄色、基部は赤色である。目は暗褐色である。
幼鳥は成鳥とは形態的に大きく異なる。成鳥よりも尾は長く、基本的に全身が茶色で、羽毛は鈍い赤褐色からクリーム色で縁取られる。幼鳥の頭部は体の他の場所より青白く黄褐色で、目は茶色、嘴は独特な緑がかった青色、足は白みがかった色である。2–3歳の未成熟個体は幼鳥と外見がほとんど同じだが、4歳になると体色はより濃い茶色になり、雄の翼の模様が現れ、性的二形が生まれる。5歳では羽毛に栗色の部分が現れ、背中と肩の周りは灰色になり始める。3–5歳になると、のどと足が黄色になり、その後くすんだピンク色になる。6–7歳の若鳥では、羽毛は黒くなり、栗色の部分が増える。成熟年齢である8歳までに、肩は完全に灰色になる。幼鳥の皮膚の色は、のどと顔では淡い灰青色から緑青色である。足は緑がかった白から灰白色で、4–5歳になるとのど、顔、足の色は黄色になり、その後ピンク色へ変化し、最後に赤色になる。目の色は成鳥と似るが、やや明るく、より蜂蜜色がかった茶色である。幼鳥のくちばしは主に淡い灰青色である。

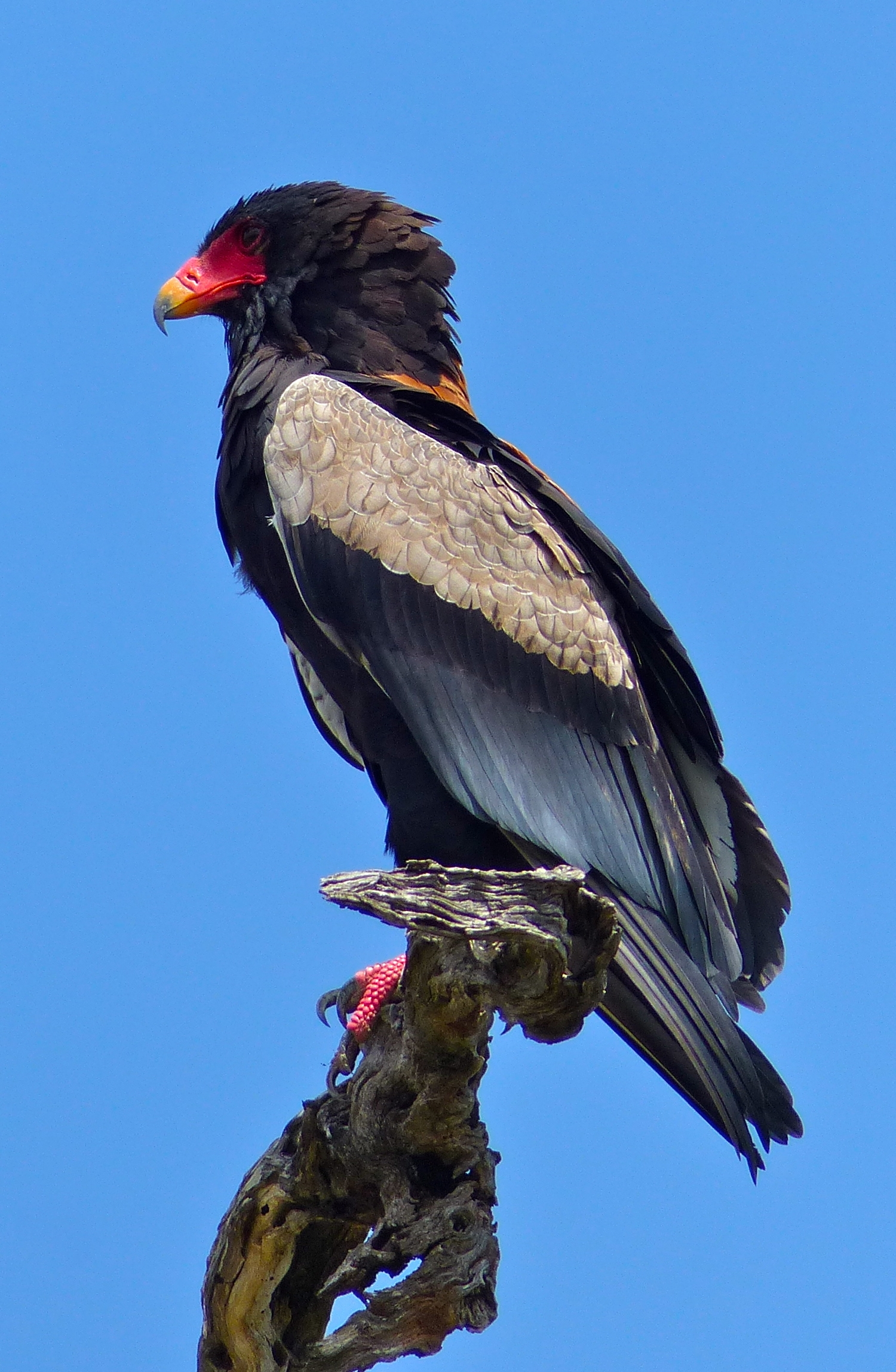
雄は次列風切が暗色である

飛翔の際はかなり大型の猛禽類に見え、翼は体と不釣り合いに長く、幅はやや狭く、基部はくびれ、次列風切は幅広く、先端は通常狭く尖っていて上向きになっている。大きな頭よりも先に翼が目を引くことが多く、頭はチュウヒワシ属よりもわずかに大きい。成鳥のダルマワシの尾は非常に短く、飛行中は足が尾よりも先まで伸びるため、ほとんど尾がないような印象を与える。逆に幼鳥では、尾の先が足先よりも約5cm先端の位置にある。尾羽は換羽によって長さが縮み、成熟後5年目頃には尾は短くなる。成鳥の翼開長は全長の2.9倍と、非常に大きい。雄成鳥は背面の大部分が黒で、背と尾は栗色、前翼は灰色である。腹面は黒色で、栗色の尾と対照的であり、翼下面は白色で、風切羽は灰色がかった基部の初列風切羽を除いて黒色である。雌成鳥は全体的に雄と似ているが、次列風切の上面は灰色で先端が黒く、翼下面の白色の範囲がより大きく、黒色は翼の先端と後縁に限られる。飛行中の幼鳥は翼がより幅広く、特に尾が長く、大雨覆を含めてほぼ均一な茶色で、主に頭部と風切羽に淡い色の羽毛がある。

### サイズ
ダルマワシは大型の猛禽類だが、ワシの中では中型である。チュウヒワシ亜科の中では2番目に大きく、チュウヒワシ亜科で最大のフィリピンワシはダルマワシの2倍以上の重さがあり、あらゆる面でダルマワシよりはるかに大きく、形態的にも大きく異なり、フィリピンワシは幅広で比較的短い翼、非常に長い脚と尾を持つ。チャイロチュウヒワシは体重を含むほとんどの面でダルマワシに匹敵するが、尾はかなり長く、翼はやや短いものの幅が広い。やや翼の広いチュウヒワシと、長く細い翼を持つムナグロチュウヒワシは、翼開長がダルマワシに匹敵する場合もあるが、重量はやや軽い傾向にある。ダルマワシの全長は 55–70 cm である。成鳥の平均全長は約63.5 cm、翼開長は 168–190 cm、体重は 1,800–3,000 g である。性別不明の10個体の平均体重は 2,200 g で、別の事例では3個体の平均体重が 2,392 g であった。ある研究では平均体重は2,385gと報告されている。
猛禽類では雌の方が大型化する性的二形があるが、ダルマワシは他の種に比べて差がかなり小さく、平均で約6%程度である。平均的に、翼弦長は雄で 476–553 mm、雌で 530–559 mm であり、尾長は雄成鳥で 98–124 mm、雌成鳥ではさらに短い 105–113 mm であり、尾長 72 mm の記録もある。若鳥では尾長 142–172 mm である。跗蹠長は雄で 67–75 mm、雌で 72–75 mm である。ツァボ東国立公園の性別不明の成鳥の翼弦長は平均 513 mm、尾幅は 34.5 mm、尾長は 28.6–38 mm で、爪の長さは比較的短い 30.6 mm であった。タカ科のほとんどの種では後趾の爪が最も大きいが、ツァボ東部のダルマワシでは中趾の爪の方がわずかに大きく、その長さは 32 mm であった。ダルマワシの頑丈な足、粗く厚い皮膚、短い爪はチュウヒワシと似ている。特にダルマワシは大型のフクロウに似た非常に太く大きな趾と、より大きな捕食性の強い猛禽類を思わせる非常に鋭い爪を持っている。チュウヒワシ類と同様にダルマワシは頭がかなり大きいが、くちばしは小さめで、口が大きく開くようになっている。これらの特徴により、チュウヒワシ亜科は他のタカ科に比べてヘビをうまく食べられるようになっている。

### 識別

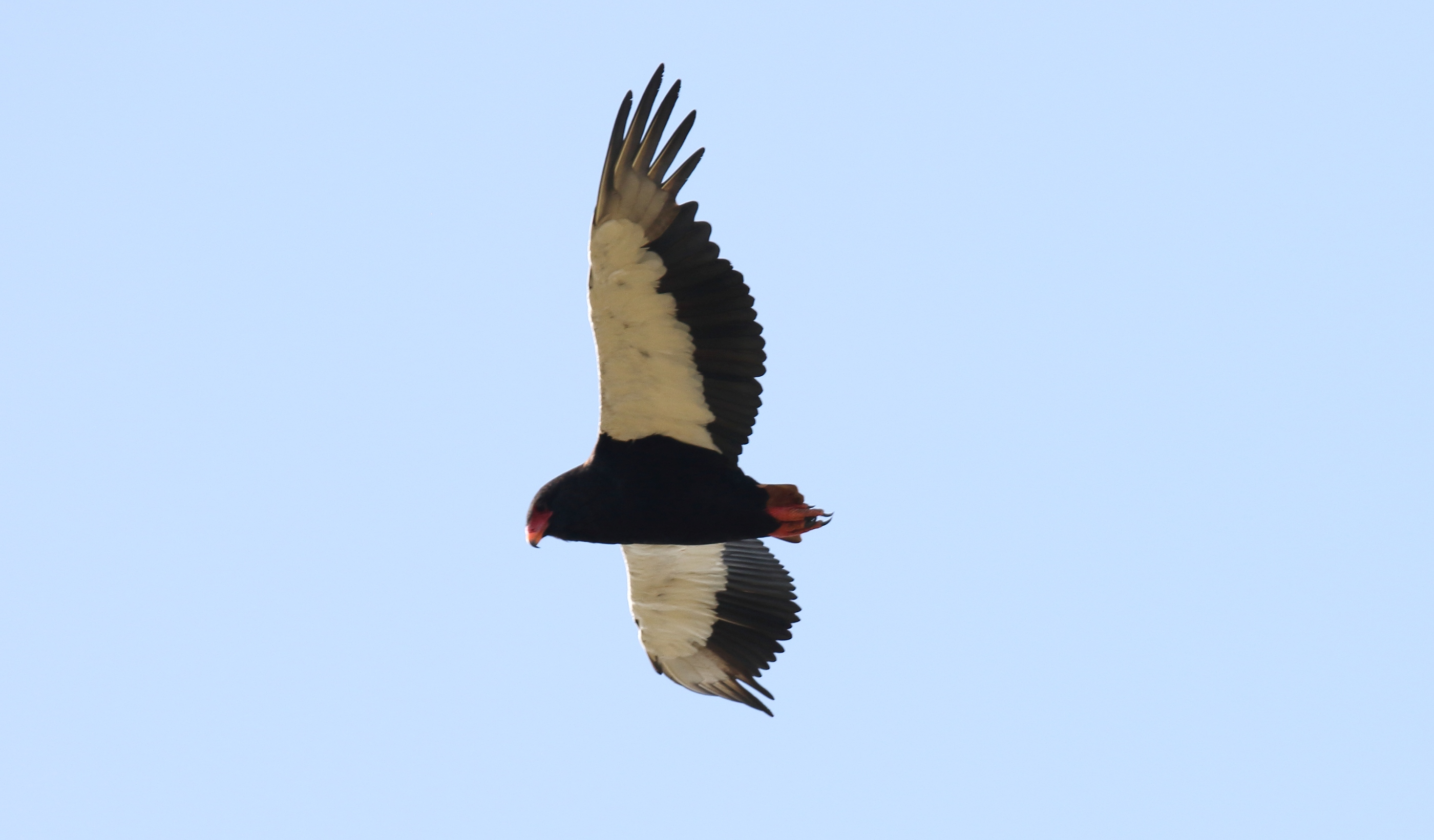
飛翔中の姿は特徴的である

特にダルマワシの成鳥は、猛禽類の中でもかなり特徴的である。成鳥や若鳥は空中でも地上でも見間違えようがない。経験の浅い観察者であっても、形態の異なるヨゲンノスリやアカクロノスリとは容易に区別できる。これらのノスリは形態、比率、飛行動作のほぼすべての点でダルマワシとは異なる。しかし羽毛の模様は異なるものの、色が黒、白、栗色から成るため、ダルマワシと間違われることがある。ノスリとダルマワシは明確に区別できるが、現在ダルマワシの存在しない地域からの報告は、ノスリの誤認と推定されることが多い。2–3歳までの幼鳥や若鳥は成鳥と形もほとんど変わらないが、大きな頭、茶色の羽毛、白っぽい脚がチュウヒワシ類に似ているため、それらと混同されることがある。チャイロチュウヒワシはおそらくダルマワシの幼鳥に最も似ているが、目は黄色で脚が長く、翼ははるかに幅広で短く、翼の先端が縞模様の尾まで届くなど、形態的に異なる部分は多い。ムナグロチュウヒワシや、より小型のボードワンチュウヒワシもダルマワシの幼鳥と混同される可能性があるが、これらのチュウヒワシ類は頭と胸が一様に濃い茶色であり、背中ははるかに淡く、腹側は白っぽいクリーム色である。

## 分布と生息地

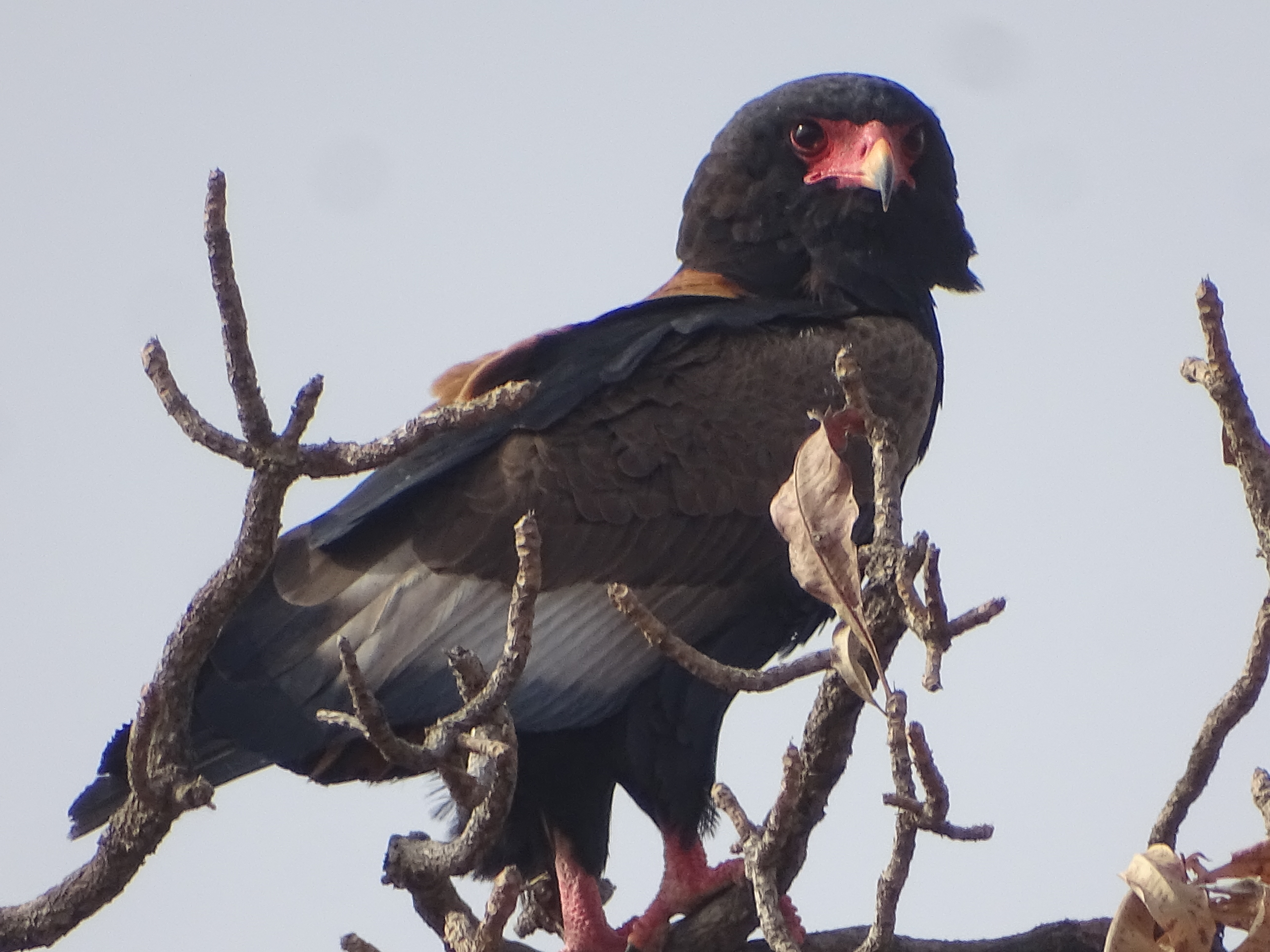
ベナンで撮影

主にサブサハラアフリカに広く分布する。西アフリカではモーリタニア南部からセネガル、ガンビア、ギニアビサウ、ギニア、シエラレオネ北部、コートジボワール、ガーナ、ブルキナファソ西部、トーゴとベナン、ナイジェリア北部と中央部まで分布する。モーリタニアでは絶滅した可能性があり、西アフリカでの分布域は主にギニアの西キアング国立公園とリベリアに限定されているが、他にも良好な生息地が残っている場所では今でもよく見られる。アフリカ大陸以外では、サウジアラビア南西部とイエメン西部に少数の個体群が存在する。中部アフリカと東アフリカでは、カメルーン北部、ニジェール南部、チャド南部、スーダン南部、南スーダン、中央アフリカ共和国北部、エリトリア、エチオピア、ジブチ、ソマリア西部、コンゴ民主共和国の北部、東部、南部、ウガンダ、ケニア、タンザニアの大部分に分布する。南部アフリカでは広く分布し、アンゴラ、ザンビア、ジンバブエ、マラウイ、モザンビークのほぼ全域で見られる。ボツワナでも南部を除く全域に分布し、ナミビアでは北部と東部でも見られる。南アフリカ共和国の北西部では、かつてはケープ州まで分布していたが、現在はクルーガー国立公園の一部を除くオレンジ川以北の保護区域内でのみ見られるまでとなっており、分布域がかなり縮小している。エスワティニでは絶滅した可能性がある。チュニジア、キプロスでは迷鳥としてたびたび目撃されており、まれにエジプト、イスラエル、イラクでも見られる。2012年4月、スペイン南部のアルヘシラスで幼鳥が目撃された。2015年と2022年には、幼鳥がそれぞれトルコのイスタンブールとスィノプの黒海沿岸で目撃された。

### 生息地

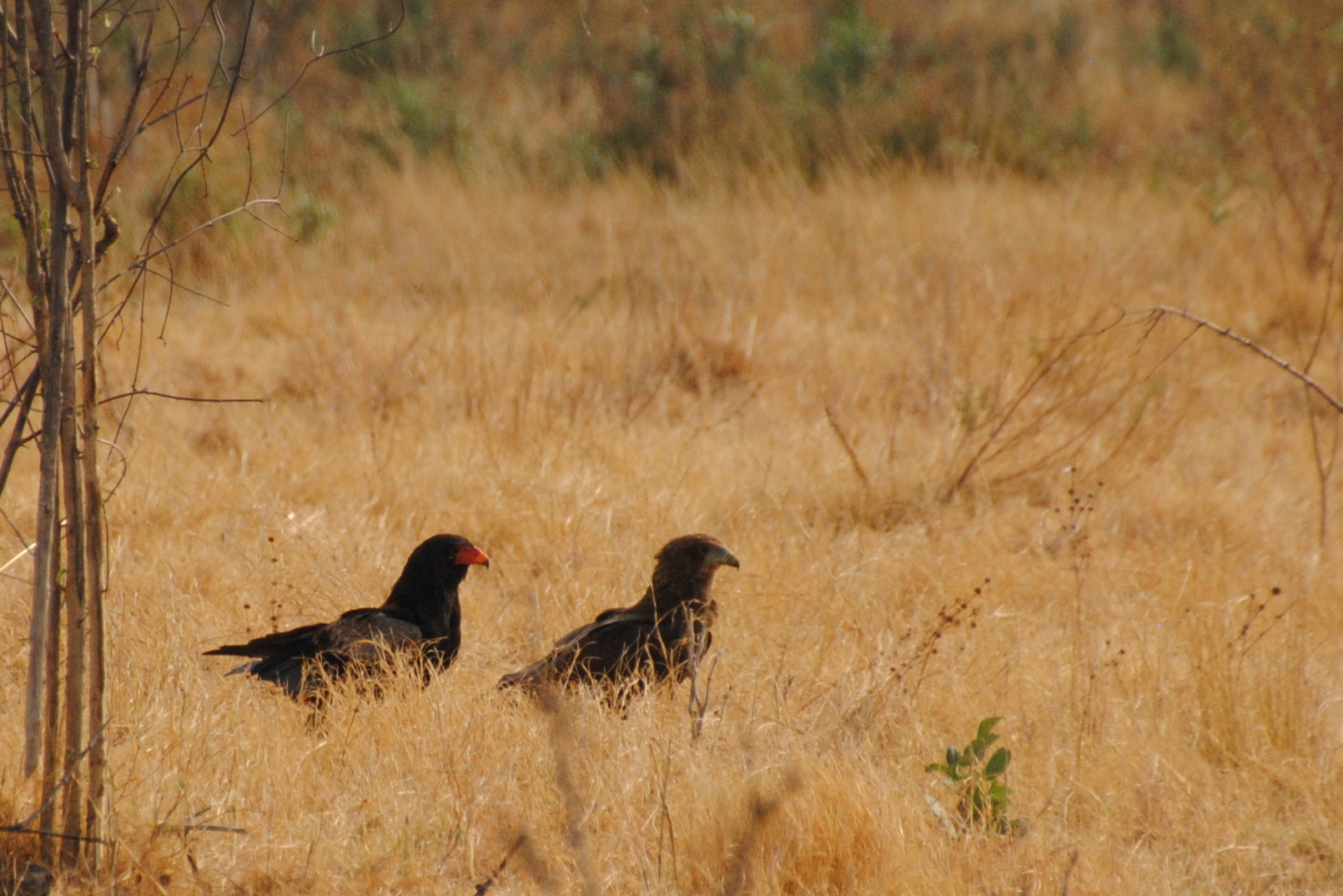
ボツワナのサバンナで撮影された成鳥と幼鳥

ダルマワシは定住する場合もあれば移動する場合もあり、サブサハラアフリカの部分的に開けたサバンナや森林に生息する。繁殖期にはアカシアの生えたサバンナやモパネ、ミオンボの森林など、木の生い茂ったサバンナや森林生息地を必要とする。イバラの茂った草原や、低木の多い地域に生息することもある。山岳地帯の森林にはほとんど生息しない。樹木の無いサバンナなどでも生息できる一方で、純粋な砂漠では熱帯雨林と同じくらい珍しい。広大な湿地ではほとんど見られないが、水場の近くでは定期的に見られる。ケニアではかなり乾燥したサバンナでよく見られるが、年間降雨量が250mm未満の地域には生息しておらず、巣作りに必要な葉の茂った木の成長が制限されるためと考えられている。エチオピアでは樹木の茂った地域に生息する傾向がある。生息地の研究は南部アフリカで詳しく行われている。ボツワナのオカバンゴ・デルタでは広葉樹林でよく見られる。ナミビアでは水辺近くの背の高い森林や、北東部の間欠河川の上、より乾燥したエトーシャ国立公園内でよく見られる。ザンビアでは森林から開けた平原まで様々な生息地で見られるが、樹木の密集した地域は避ける。マラウイでは森林とサバンナの混合地帯に生息するが多いと報告されているが、農地の上空では定期的に見られ、大都市の上空を飛んでいるのが見られることもある。モザンビークでは人口密度の高い地域を避けると言われている。海抜4,500mまで生息するが、通常は山岳地帯に生息せず、主に3,000m以下に生息する。実際にジンバブエでは比較的一般的であるが、同国に存在する多くの丘陵地帯や険しい地域を主に避けているようである。

## 行動

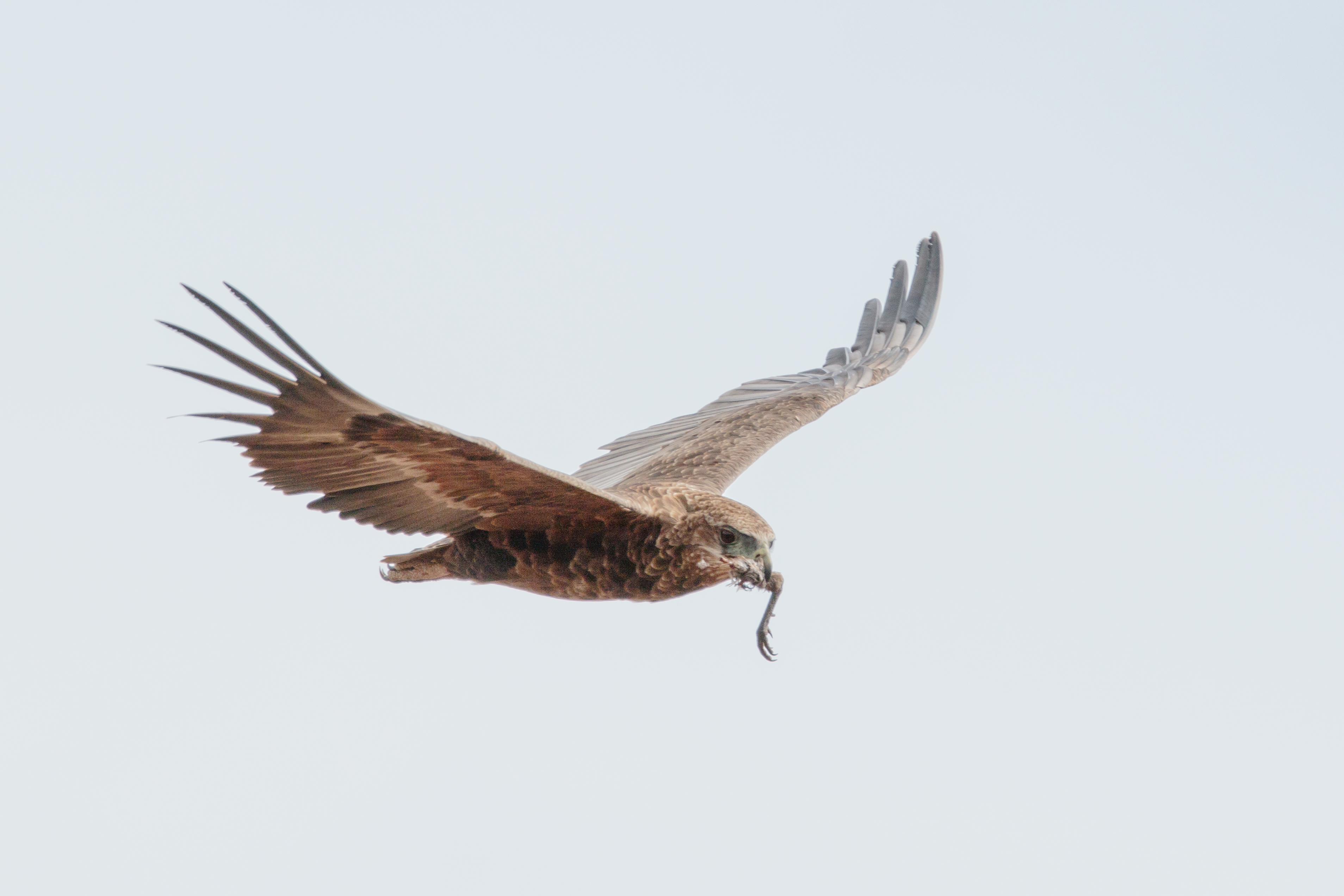
口に鳥の足を咥えて飛ぶ幼鳥

アフリカの多くの地域で生息に適した場所の上を滑空飛行する習性があるため、非常に目立つ。特に低高度を飛行していることが多い。目立つ行動と色鮮やかな羽毛のため、ダルマワシは「飛ぶものの中で最も美しく壮観なものの一つ」などと言われることもある。比較的大きなサイズの鳥にしては異常に速く浅い羽ばたきで離陸する傾向がある。離陸後は平均時速約50–60 km で飛行する。翼をほとんど羽ばたかせずに上に反らせながら、体を左右に揺らして飛行する様は、漠然とヒメコンドルの飛行を思い出させるが、それよりも力強く、速く、アクロバティックで、時には巨大なハヤブサを思わせる。ダルマワシはかなり低く飛ぶ傾向があるが、かなり高く舞い上がり、旋回することもできる。翼を上に反らせて飛行してる間、彼らはしばしば絶えず左右に傾いており、これがフランス語由来の一般名 「Bateleur (曲芸師、軽業師、綱渡り芸人)」の由来であると考えられる。さまざまな飛行が季節を問わず行われることがある。例えば前方宙返りは行わないが、定期的に360度横回転することがある。他の個体がいるときはより華やかに飛ぶことが多く、繁殖期の求愛や縄張りを主張するディスプレイとは全く関係なく、幼鳥同士が挑発し合うこともある。クルーガー国立公園では、つがいの行動圏は約40km2 であり、これは種全体からすると異常に狭い。ディスプレイをされた侵入者は服従し、安全な標高まで後退する。両性が繁殖サイクルのすべての段階でこの行動を示す。この行動は主に同性の個体、特に若鳥に対して示される。他の鳥の縄張りを乗っ取る能力がより高く、限られた食料資源に対する競争力が高いと考えられているためである。
一般的に単独で生活するが、幼鳥は片親または両親に約3ヶ月間同行することがある。また、主に幼鳥で40–50羽以上の緩やかな群れが記録されている。これらの群れは、死肉、山火事、最近焼けた地域、洪水、シロアリの発生など、餌が豊富な場所に引き寄せられて、無関係な若い個体が集まったものである。野生個体は人間を怖がり、巣に対しての行動には敏感で、簡単に巣を放棄する。しかし、飼育下では異常に飼い慣らされる。食事中に鼻孔から透明で塩辛い液を分泌する。これは水分の再吸収を助けるために腎臓外の塩分分泌機構を使用するためと考えられている。

### 移動
繁殖期に定住するほとんどのアフリカの猛禽類と同様に、定住性で縄張り意識が強いと考えられており、非常に広い行動圏を必要とする。ただし他の多くのサブサハラアフリカの猛禽類ほど定住性は強くない。幼鳥、時には成鳥も、明らかに移動性があると考えられている。時には「突発的または地域的な渡り鳥」と見なされる。西アフリカでは定期的な南北の移動が発生し、東アフリカでは雨季の大雨を避けるために赤道を横切る移動が発生することもある。クルーガー国立公園では、幼鳥は繁殖期に成鳥によって縄張りから追い出され、その後、非繁殖期に戻ってくるまで広い範囲をさまようことがよくある。南アフリカでの幼鳥の調査では、元の巣から 30–285 km 離れた様々な距離で記録されている。場合によっては、より激しい降雨によりさらに遠くまで分散した可能性もある。

### 体温調節

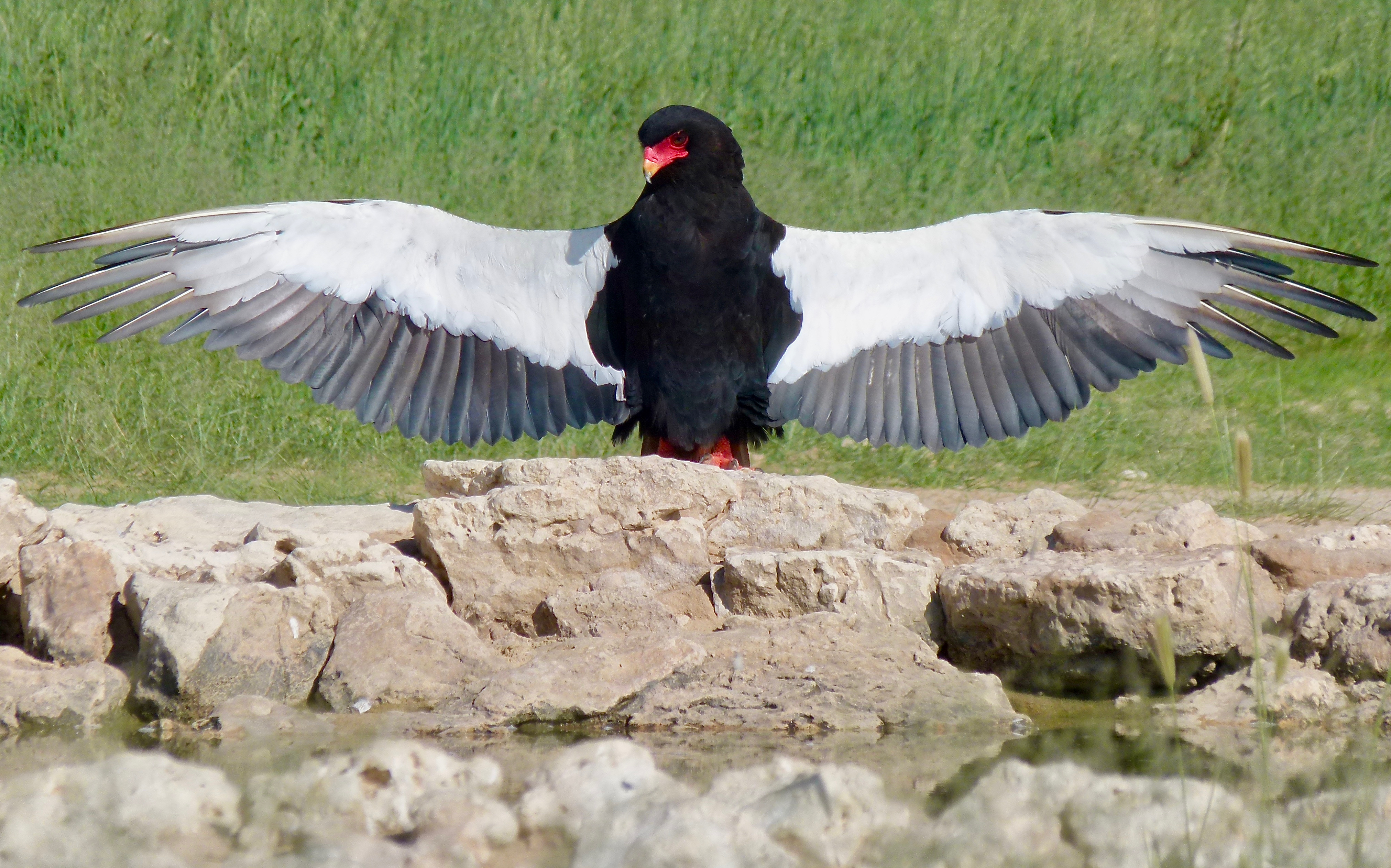
水場で日光浴をする様子

体温調節に並外れた時間を費やしており、1日の大半を日光浴で体を温めたり、水浴びで体を冷やしたりして過ごしている。水浴びのために水場に入り、翼を広げて日光浴をしているのがよく見られる。その際は直立し、翼をまっすぐ横に伸ばして垂直に傾け、太陽を追うように向きを変える。翼を広げて地面に立ち、羽毛を直射日光に晒して羽毛の油を温める。その後、嘴で油を広げて飛行能力を調節する。一部の国では、体温調節の際に羽毛を膨らませた姿が球果植物の球果に似ていることから、「Conifer eagle (球果植物のワシ)」または「Pine eagle (マツのワシ)」と呼ばれることもある。この姿勢は「striking heraldic posture (目立つ紋章の姿勢)」と表現されることもある。翼を広げて地面に横たわり、アリに食べ物のかけらや古い羽、皮膚の材料を集めさせる。アリが十分集まると羽を逆立ててアリを驚かせ、驚いたアリは防衛のために蟻酸を分泌する。これがダニやノミを殺すため、寄生虫を取り除く行動とみられている。

### 発声
ダルマワシは一年のほとんどの間、鳴くことは珍しい。樹状や空中でのディスプレイ、また他の猛禽類から身を守るときには、遠くまで届く大きな「シャーーーー」という声を出す。求愛中にも同様に発声することがある。共鳴した吠えるような「コーーー」という鳴き声を上げることもあり、その際翼を半分広げて体を上下に振ることもあれば、飛行中に発せられることもあり、後者はサンショクウミワシの鳴き声に似ている。ディスプレイの際には、「カカカカ...」という不活発な吠え声を出すこともある。木に止まった際に発する「カウカウカウコアアコアア」というよく似た鳴き声もある。巣の近くに止まっているときには、より柔らかい鳴き声も発せられる。幼鳥は「キュッキュッ、キャウキャウ」という金切り声を発し、これは餌を持ち帰ってきた親鳥に空腹を知らせる声である。幼鳥は、美しい「トゥイッ」という鳴き声を出すこともある。

## 食性

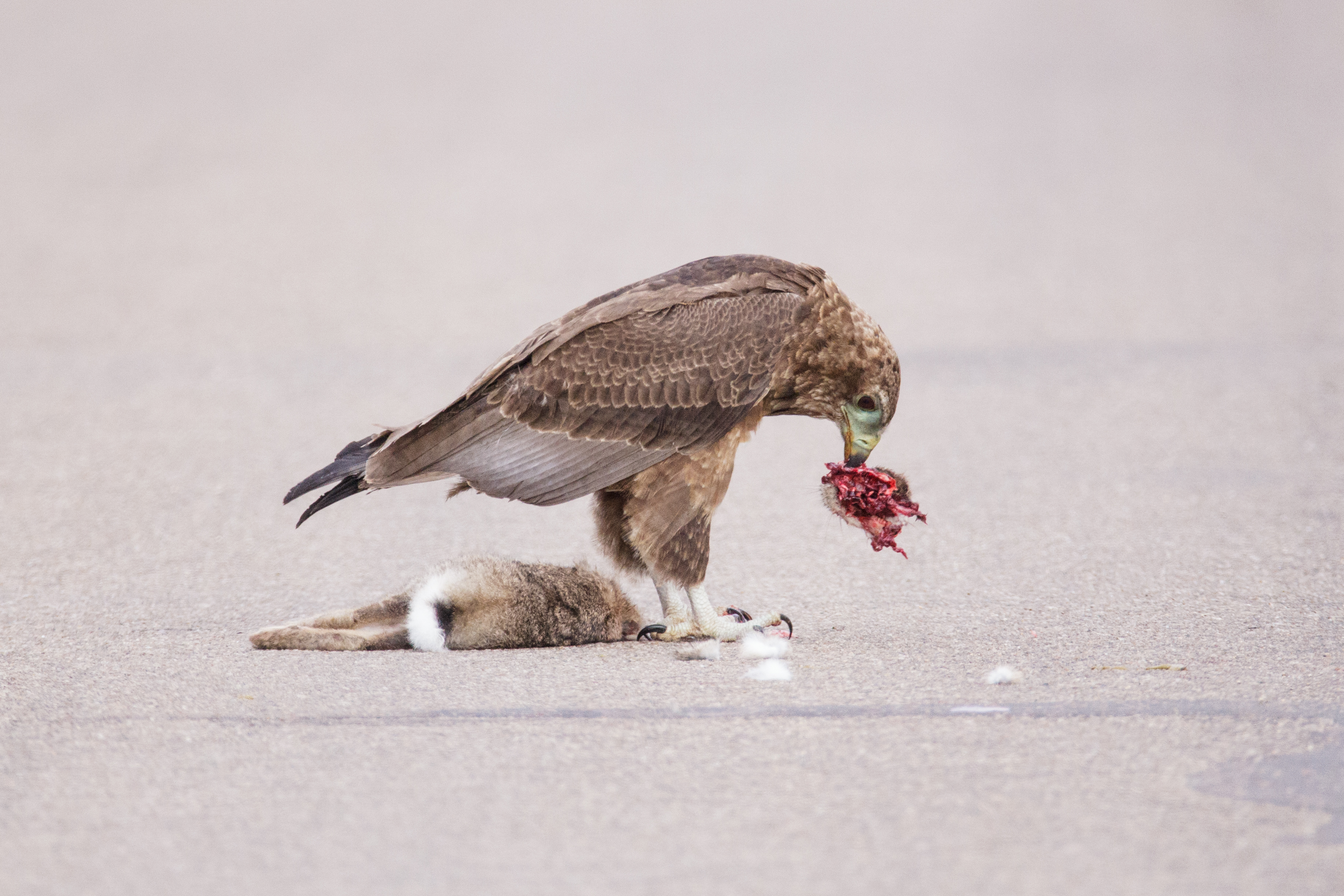
ノウサギを食べる様子

ジェネラリストであり、低くまっすぐ飛びながら地面の餌を探し、獲物のいそうな場所を見つけると定期的に体を傾けて軌跡をたどる。狩り場は非常に広く、場合によっては55-200km2 に及ぶ。最大8–9時間、日中の80%は飛行しており、主に餌探しと狩りのためである。1日で 300–500 km 移動した報告もある。獲物や餌になりそうなものを見つけると、急な螺旋を描いて降下する。効率的に死肉を発見し、大きな死骸や動物の轢死体に最初にたどり着くことが多い。幼鳥は成鳥よりも死肉を好むようで、食性に関する研究では、幼鳥の方が餌の中で死肉の重要性が高いことが裏付けられている。腐肉食性があるが、その体の大きさの割に非常に強力な捕食者でもあり、生きた獲物を追いかけることも多く、繁殖期に消費される食物のほとんどは自身が殺した獲物であることが判明している。狩りは主に地上で行われ、その際は翼を半分閉じた状態で急に身をかがめる。主に爬虫類などの動きの遅い獲物を捕らえるときには、パラシュートのように緩やかに降下するのではなく、翼を上げてゆっくりと落下し、身をかがめて獲物を捕らえる。飛んでいる鳥を捕らえることもできる。時折労働寄生を行い、他の猛禽類から食物を空中で盗むことがある。あるいは他の猛禽類が餌を食べている間、それが地上であろうと、木や岩の上であろうと、獲物を仕留めた直後であろうと、獲物を横取りしようとすることがある。このような攻撃は、時にはハゲワシのような大型の死肉食動物や、さらに大型のワシに対しても行われ、その際爪や足で浅い打撃を交わし、標的を地面に追い込むこともある。火事の後には地面を歩いて昆虫を狩り、道路沿いの小さな死骸を探して巡回する。
日和見的に餌を探し、特定の獲物の種類に特化していない。つまり獲物の範囲は広く、約160種の獲物が知られている。アフリカのワシの中では餌の多様性は高く、ゴマバラワシに匹敵し、おそらくアフリカソウゲンワシ（サメイロイヌワシ）よりわずかに少ない。哺乳類、鳥類、爬虫類の順に獲物として好まれている。ダルマワシの長い中趾は、もともと鳥類を食べるように多様化したことを示す兆候とされるが、性的二形の小ささは、哺乳類を食べることを好んだことを表している。生息域のさまざまな場所から1879個体の獲物を収集した研究により、詳細な食性が明らかになった。その研究によると、獲物を占める割合は哺乳類が54.6%で、そのうち3分の2から半分程度が死肉であり、鳥類が23.7%、爬虫類が17.8%、魚類が1.9%、無脊椎動物が1.8% 、両生類が約0.2%であることが判明した。獲物の大半は種が特定されておらず、死肉源58.4%、生きた哺乳類の26.9%、鳥類の22.2%は種が特定されていなかった。

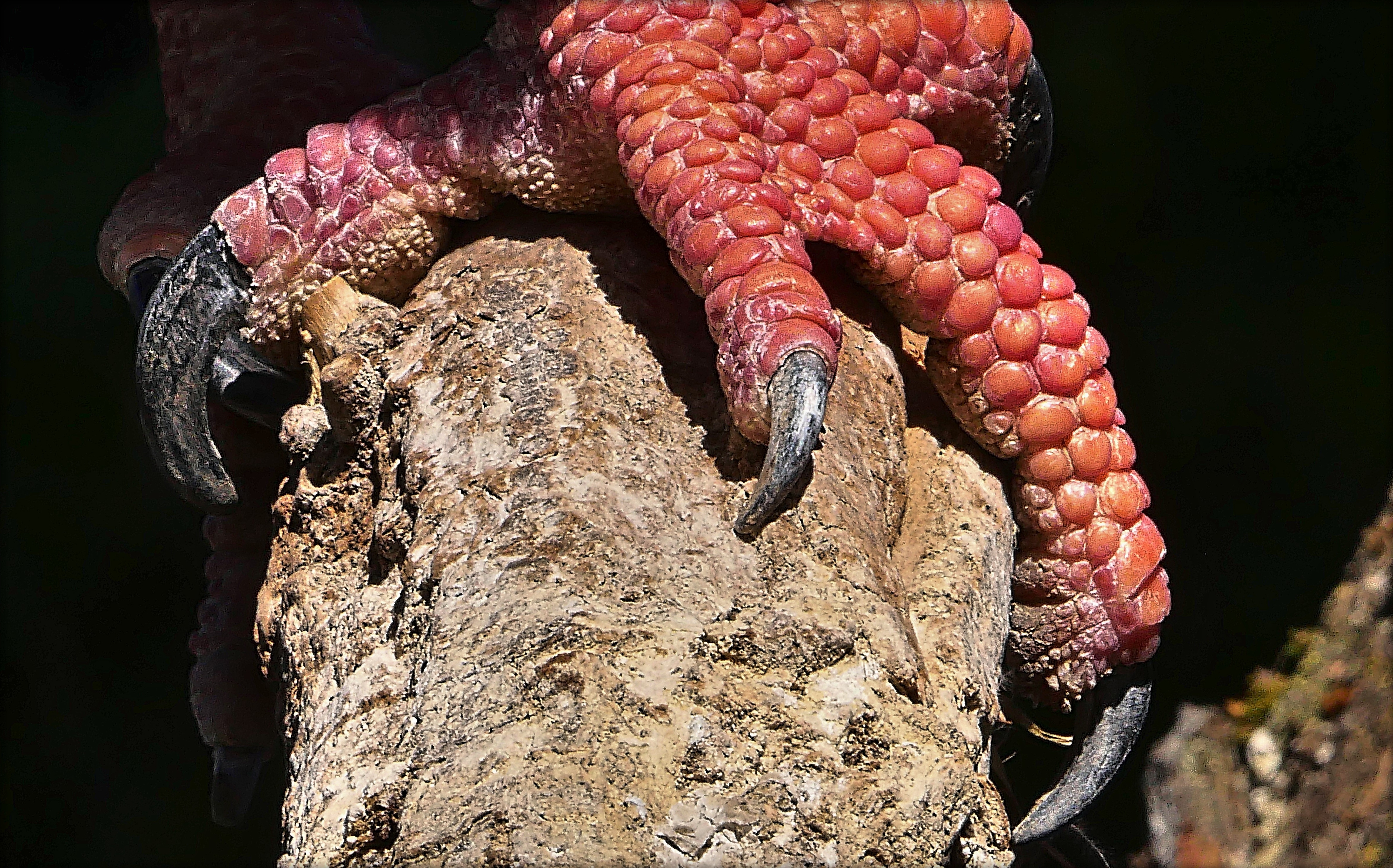
足は鱗で覆われ、大きく短い爪がある。

地域によって獲物が異なることが分かっている。ジンバブエの森林地帯での研究では、獲物は175種見つかり、その食性は生きたまま捕獲されたと思われる比較的大きな獲物が中心のようだった。主な獲物の内訳は、アカクビノウサギ (26.3%)、ケープハイラックス (10.3%)、サバンナアフリカオニネズミ (6.85%)、オオガラゴ (6.28%)、ホロホロチョウ (4.57%)であった。ジンバブエの中でもより岩の多い丘陵地では、生きた獲物も好まれていたが、249の獲物の中では鳥類のほうが多く検出された。ここでの主な獲物の内訳は、アカクビノウサギ (22.8%)、未確認のハト (10%)、テリムクドリ属 (6.72%)、体重約100 g のその他の小鳥 (6.69%)、カンムリホロホロチョウ (5.43%)、未確認の哺乳類 (5.02%) であった。クルーガー国立公園では、繁殖期において、死肉である可能性が高い、または死肉であることが確認された食べ物がはるかに強く好まれた。ここでは茂みの生息地における731の食物と、サバンナの生息地における341の獲物が調査された。食事の31.6%は体重約 20–40 kg の中型のレイヨウの死肉が占めており、次いで体重約8–15kgの小型のレイヨウの死肉、やや大型で体重54kgのインパラの死肉が続いた。死肉以外では、食事全体の16.4%が未確認の生きた哺乳類で、さまざまな種類のハトとライラックニシブッポウソウがそれぞれ3.73%、テリムクドリ属が3%、トカゲ科が1.6%であった。ケニアのツァボ東国立公園のさらに北の地域では、食事にさらなる多様性が見られた。2組の巣から採取された139の獲物のうち、主に生きた獲物が多く、その内訳はキルクディクディク (19.42％)、未確認のヘビ (18.7％)、ケープノウサギ (4.3％)、ジネズミ属 (3.59%)、有蹄類の死肉(3.59%)、キジバト属 (3.59%)、コビトマングース (2.87%)、カンムリショウノガン (2.87%) であった。アンゴラの国立公園では、巣からオオガラゴ、ヨシネズミ、サバンナアフリカオニネズミ、未確認のノウサギ属が発見された。詳細な食事の研究はアフリカ南部と東部でのみ実施されており、他の地域での詳細は不明であるが、生息域全体で日和見的なジェネラリストであると推定されている。

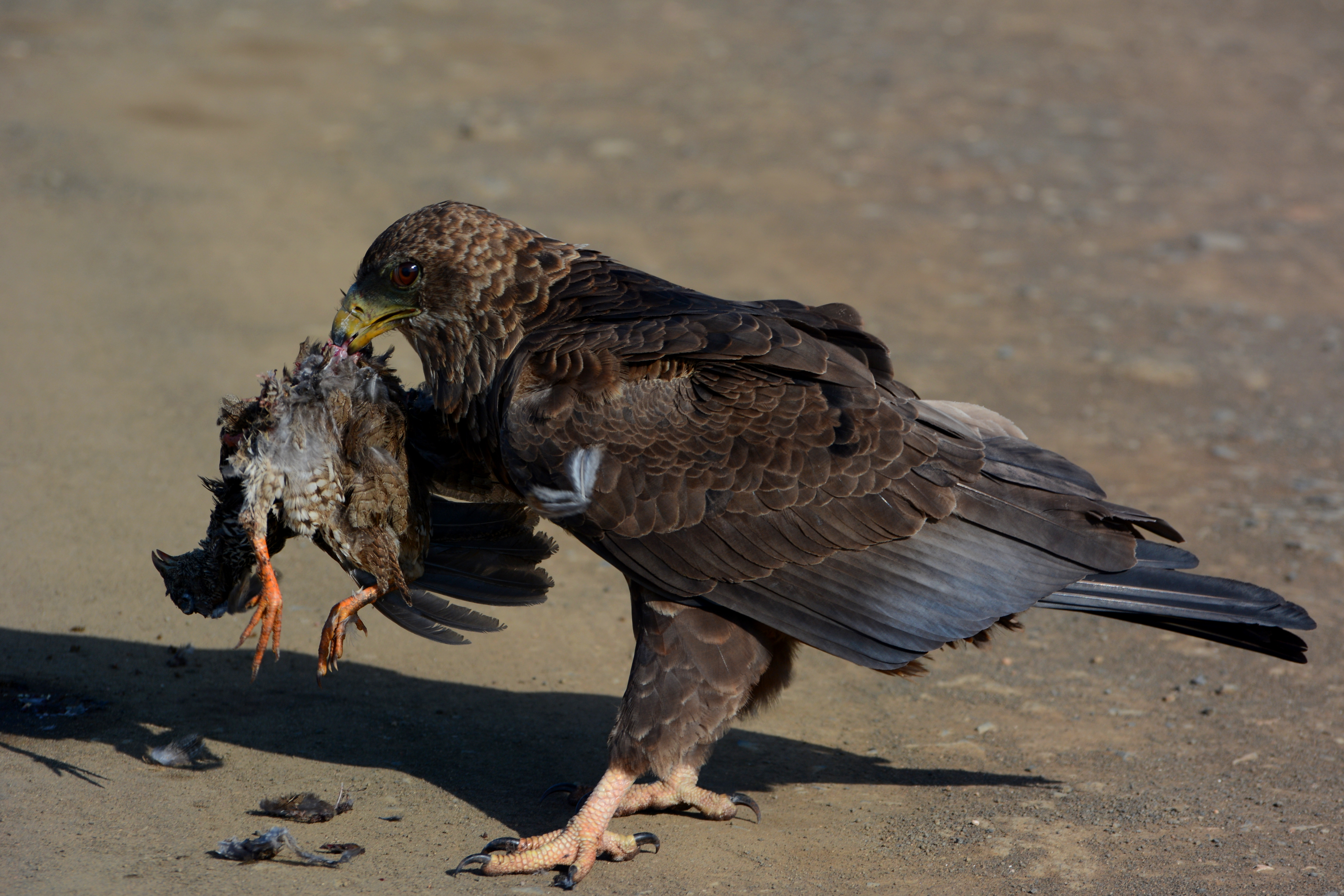
鳥類を捕らえた若いダルマワシ

一般的にダルマワシの獲物は、生きた中型哺乳類、大型の哺乳類の死肉、やや小型の鳥類、および少量の爬虫類である。トガリネズミ科などの小型哺乳類が無視されるわけではないが、哺乳類の中では比較的大型の齧歯類が好まれる傾向がある。ネズミ亜科、アレチネズミ亜科、アフリカヤマネ、アラゲジリス族、アフリカヤブリス属、ミナミヤブカローネズミ属、サバンナアフリカオニネズミ、ヨシネズミ、ヒメヨシネズミ、トビウサギなどかなり大型の齧歯類までも獲物となるが、成体のケープタテガミヤマアラシは死肉のみが食べられる。加えてほとんどのアフリカのノウサギ、ケープハリネズミやコバナハネジネズミ、そして様々な小型の食肉目の種も同様である。ただしコビトマングースからシママングース、セラスマングースなど、ダルマワシと体重が同じくらいまでの数種のマングース、少なくとも4種のジェネット属とゾリラなどはダルマワシに狩られることがある。30種以上の哺乳類の死肉を食べられた記録があり、草食動物ではシャープグリズボックからアフリカスイギュウまで、肉食動物ではジャッカルからライオンまで、様々な大きさの肉食動物の死肉を食べている。最も頻繁に死肉が食べられた有蹄類は、インパラとスタインボックであり、それぞれ総食物の4.2％と2.2％であったと報告されている。南アフリカ国境戦争中に目撃された報告があり、人の死体を漁る機会もあると報告されている。
ガラゴ科以外の霊長類、例えばヒヒやベルベットモンキーなど、ほとんどのサルは主に死肉が食べられていると考えられている。しかし、中央アフリカと南東アフリカのキングコロブスとアンゴラコロブスの研究では、ダルマワシに対して警戒的な行動と発声が行われたため、コロブスの潜在的な捕食者である可能性がある。ダルマワシは大きく力強い足を使って、非常に大きな獲物にも襲い掛かり、体重 2,600 g のアカクビノウサギ、体重 3,000 g のトビウサギ、体重 3,800 g のケープハイラックス、体重 4,000 g のキルクディクディク、体重 4,500 g のヨシネズミなど、自分よりも重い哺乳類を定期的に殺す。さらにこれらの二倍の体重がある成体のセグロジャッカル、ラーテル、アードウルフを殺したという報告もある。タンザニアではダルマワシが成体のラーテルを捕食しようとする事例が目撃され、その後の戦いで両方が死亡した。

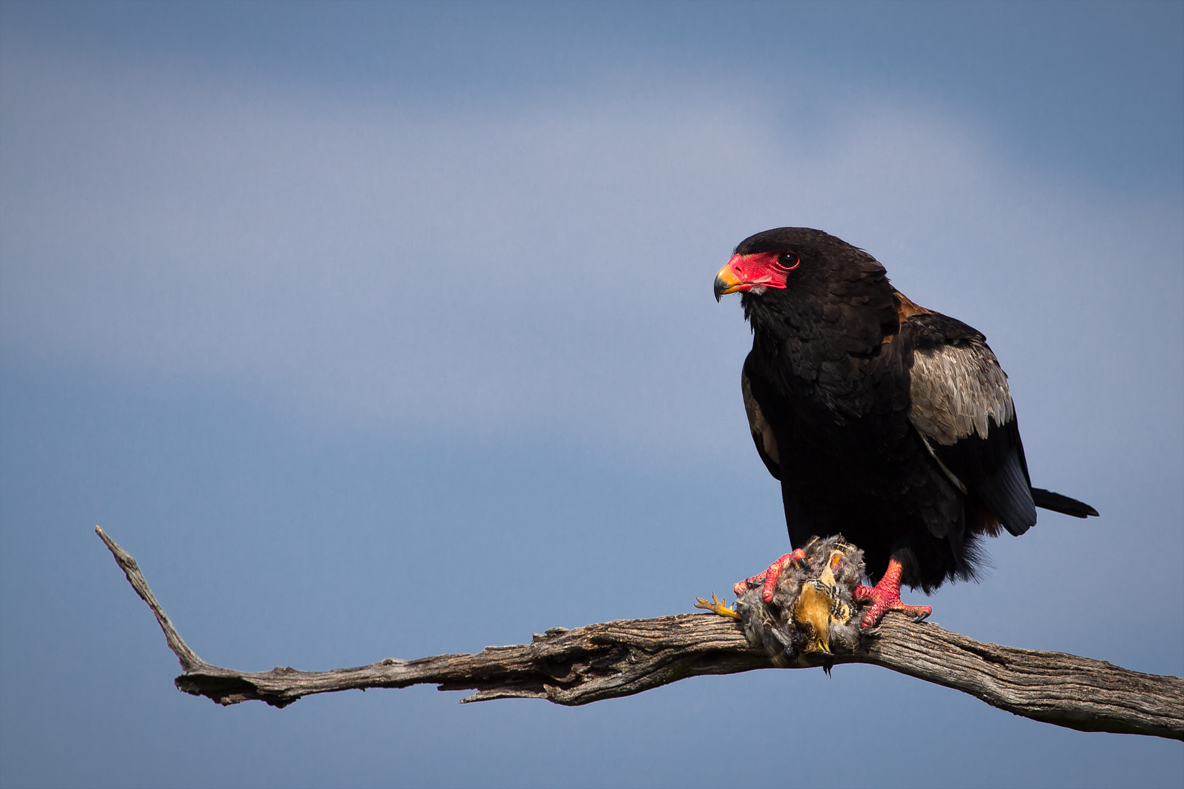
マサイマラ国立保護区でコクイシャコを捕らえた雄

多種多様な鳥を捕食し、その種数はおそらく約80種に上る。生きた鳥を捕獲する場合、同サイズの猛禽類であるアフリカソウゲンワシと比べて、かなり小型の鳥を狙うことが多い。ハトを特に好むが、特定されている種は6種程度である。キジバト属が鳥類の中で最も多く捕食されており、鳥類の獲物の中で17.6%、全体の獲物の4.25%を占めている。主に体重 80–300 g 程度の鳥類が捕食されており、ヨタカ科は夜間に道路で休む傾向があるためロードキルに巻き込まれやすく、多くの種類が捕食されている。またチドリ科、シギ科、ハジロクロハラアジサシなどの渉禽類、オオヤマセミの大きさまでのカワセミ科、ブッポウソウ科、ヤツガシラ科、小型のサイチョウ、パラキート、サバンナで目立つモズ科、ハタオリドリ科、ムクドリ科などのスズメ目の種も含まれる。同等かそれ以上の大きさの他のワシ類と異なり、カモ目やサギ科、コウノトリ科、フラミンゴ科などの大型渉禽類を捕食した例はほとんど無いが、アフリカヘラサギを捕食した記録が少なくとも1件ある。ダルマワシに狩られる大型の鳥はほとんどがキジ目であり、ホロホロチョウ科、シャコ類、小型のノガン類、一部のウズラ類が捕食される。これらの鳥類の中で最大のものは約1,200–1,800 g に達する。ダルマワシはさらに大きな哺乳類や爬虫類を狩ることもあるが、それらに匹敵する中型から大型の鳥類には興味を示さない。捕獲の難しい鳥や、大きく危険な生物を避けているようには見えないため、この理由は明らかではない。

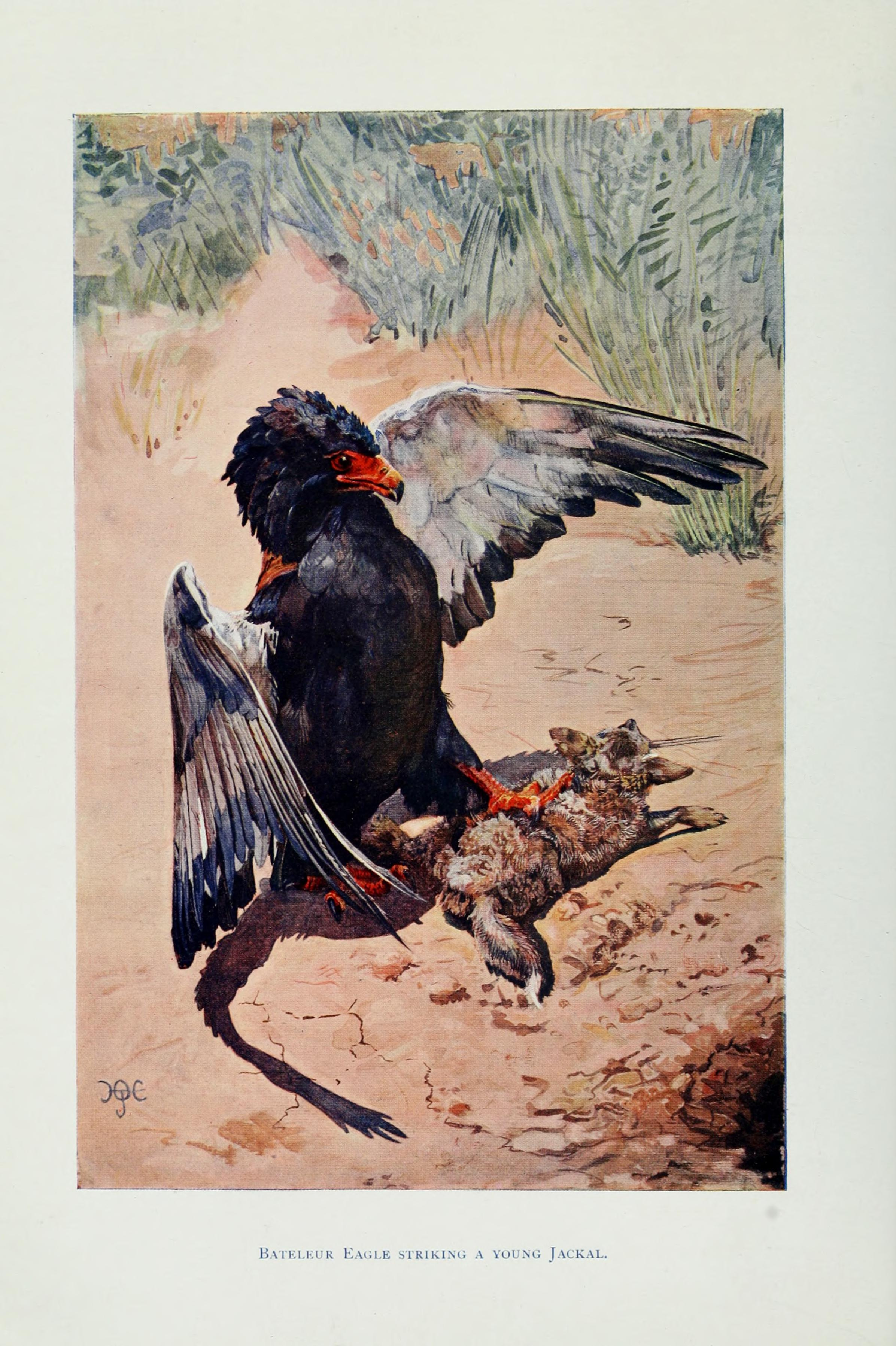
若いジャッカルを狩った様子が描かれている

かつては近縁のチュウヒワシ類と同様に、一般的に爬虫類を捕食する種であると報告されていた。これは多少誤っているが、ダルマワシが爬虫類を捕食することは珍しくない。食事の30%は爬虫類で、そのうち大半がヘビである。捕獲される爬虫類の中には、カタトカゲ科のトカゲやナミヘビ科のヘビなど、小型で無害な種もいる。しかし近縁種と同様に、毒蛇や他の大型で恐ろしい爬虫類も恐れずに襲う。パフアダー、ブームスラング、エジプトコブラ、マンバ属を捕食することが知られており、マンバは爬虫類の中で最も重要な獲物であると報告されており、爬虫類の獲物の18.9％、全ての獲物の3.35％を占めている。ダルマワシ自身よりもはるかに重くなることもある成体のパフアダーさえも捕食する。しかし毒に対して免疫があるわけではなく、チュウヒワシほど毒蛇の狩りに特化してはいないため、パフアダーがダルマワシを殺すこともある。ナイルオオトカゲやサバンナオオトカゲなどのオオトカゲ、リクガメ科などのカメ、アフリカニシキヘビなど、かなり大型の爬虫類も捕食するが、これらの大型爬虫類の成体が捕食される場合は、ロードキルなどによりすでに死んでいることが多いと考えられる。それでも時折小型のリクガメやオオトカゲを狩り、全長約1.4 m のオオトカゲを生きたまま捕食したという報告もある。チュウヒワシと同じようにヘビを巣に運ぶことが知られており、死んだヘビは半分飲み込まれ、その後、捕獲した鳥のつがい、通常は巣にいる雌が食べる。多種多様な昆虫を捕食し、その種類は完全には特定されていない。ワタリバッタや社会性昆虫など、群れを作る昆虫を好む。羽アリを狩るためにシロアリの塚を半定期的に訪れることが最近確認され、そのような摂食方法は過去にも推測されていた。両生類も少数が捕食されるが、種や科は特定されていない。魚類は通常捕食されないが、食事の最大1.1％が大型のナマズである地域もあり、機会があれば打ち上がった魚を食べる可能性が高い。

### 他の捕食者との関係
ダルマワシはジェネラリストであり、競争の激しいアフリカ大陸での生活に適応しているようだが、高度に空中を飛び回り、自由に動き回る採餌は非常にユニークである。特に他の猛禽類とはかなり激しい競争に直面している可能性が高い。他の猛禽類、特に他のワシやハゲワシの行動範囲は非常に広い。ダルマワシと定期的に遭遇する最も類似したワシの1つは、アフリカソウゲンワシである。これら2種は体重や捕食能力だけでなく、営巣環境、大型の獲物を含む多様な獲物を襲う食性、一般的な気質など、多くの点で重複している。どちらの種も生きた獲物の狩り、死肉の捕食、労働寄生と、自由に摂食方法を変える能力がある。ツァボ東国立公園では、ダルマワシ、アフリカソウゲンワシ、かなり大きなゴマバラワシ、わずかに小さいモモジロクマタカの4種が研究された。ここでは4種類の大型のワシすべてが主にキルクディクディクを食料としていたが、繁殖期にはわずかに違いがあり、ダルマワシは平均して他のワシよりも早く巣を作った。ツァボ東ではダルマワシとアフリカソウゲンワシの食性が圧倒的に似ており、獲物の種数では66％、獲物の重量では72％が重複していた。ゴマバラワシとは種数の32%、体重の50%が重複し、モモジロクマタカとは種数の37%、体重の57%が重複していた。他の研究でも指摘されている唯一の相違点は、ダルマワシはアフリカソウゲンワシよりも小型の鳥を狙う傾向があるということである。また空中での狩りにより、止まり木のない開けた生息地で採餌する際はアフリカソウゲンワシよりも有利である。しかし獲物と争う場合や死肉を食べる際は、アフリカソウゲンワシの方が優位であることが示されている。アフリカソウゲンワシがダルマワシを追い出した事例が26件あったのに対し、ダルマワシがアフリカソウゲンワシを追い出した事例はわずか5件であった。彼らが同時に死骸の場所にいた場合、ダルマワシはアフリカソウゲンワシが食べ終わるまで待ってから、自分も食べ始めることが多い。

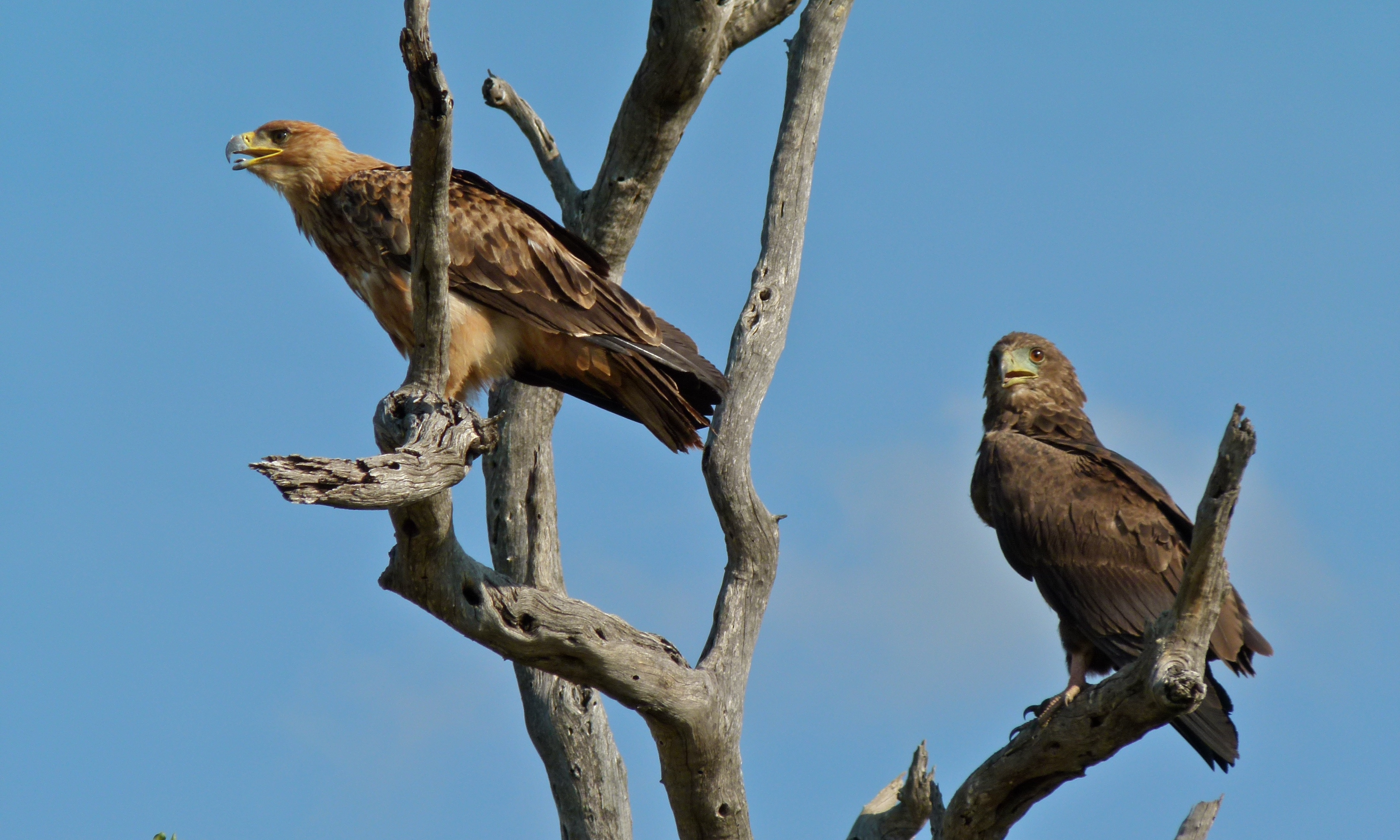
アフリカソウゲンワシとダルマワシの幼鳥

ダルマワシは死肉のある場所で多種多様な腐肉食動物に遭遇することがある。死肉にはハゲワシがよく集まるが、アフリカソウゲンワシや特にダルマワシ体が小さいため、上昇気流を待ってから飛び立たなければならないのに対し、ハゲワシは早朝から死肉を探し始めることができる。ダルマワシは他の腐肉食動物よりも先に死体を見つける可能性が高いと考えられている。これはマサイマラでの研究で確認されており、更には腐肉食動物は体の大きさに応じて序列が決まるということも判明した。この序列はブチハイエナ、セグロジャッカルと野犬、ミミヒダハゲワシ、マダラハゲワシ、その他のハゲワシの順であり、アフリカソウゲンワシとダルマワシは腐肉食動物として2番目と最も下位の地位にあるとされている。すなわち、ダルマワシは探索能力は高いが競争能力は低い腐肉食動物であると考えられている。しかし、ダルマワシは大型の腐肉食動物から恩恵を受けており、大きな死骸は肉食動物の獲物となったか、ロードキルなどで既にバラバラにされていない限り、死骸の目を食べるのがせいぜいである。アフリカのハゲワシが急激に減少している中、マサイマラではダルマワシとアフリカソウゲンワシの目撃頻度が、ハゲワシの減少と同期して増加していることが判明しており、ダルマワシの目撃数は52%増加している。府肉食動物の序列とは逆に、ダルマワシがコシジロハゲワシやヒゲワシなどのはるかに大型の腐肉食鳥類を攻撃し、追い出したり死肉を奪ったりした事例が知られている。ダルマワシがはるかに大きく力強いゴマバラワシと争った例もあり、ダルマワシが攻撃して餌を奪い、その後衝突で地面に倒れ、争いは引き分けに終わったように見えた。しかしゴマバラワシはダルマワシよりも栄養段階を占めており、優れた捕食能力のためにダルマワシよりも上位であると考えられている。同様に、ダルマワシとサンショクウミワシ間でかなりの競争が報告されており、略奪行為や攻撃を起こしやすい。しかし、この2種は生息地と主な獲物が異なることで棲み分けがなされている。
ダルマワシが他の猛禽類を捕食することはまれだが、いくつかの例はある。カタグロトビ、越冬中のアシナガワシ、カワリウタオオタカ、メンフクロウ、アフリカワシミミズク、ハヤブサを捕食したことが記録されている。コシジロハゲワシの雛を捕食する可能性が高いと考えられている。猛禽類を殺した最も印象的な例は、フクロウの中でも頂点捕食者であり、ダルマワシのこれまで報告された最大の鳥類の獲物である、成体のクロワシミミズクである。ダルマワシの成鳥の捕食者自体はあまり記録されておらず、実際ダルマワシを繰り返し捕食することが確認されているのはクロワシミミズクだけであるが、これはおそらくダルマワシの巣で捕食者が確認されることが稀なためである。ダルマワシは通常、頂点捕食者と考えられている。対照的に、雛は他の猛禽類に比べて捕食されやすい。成鳥は巣を離れたり、巣の縁に隠れたりして捕食者から巣を見つけにくくすることができるが、同種の鳥や他の猛禽類、時には人間の侵入者に対して非常に攻撃的になることがある。成鳥は日中の長時間巣から遠く離れた場所で狩りをするため、物理的な防御はほとんど不可能である。そのため雛は捕食者に対して脆弱であると推定されるが、正確に特定されている捕食者はほとんどいない。アフリカの他のワシを参考にすると、捕食者にはさまざまなサイズの肉食哺乳類、ヘビ、オオトカゲ、さまざまな猛禽類が含まれる可能性があり、ダルマワシの雛は長期間保護されていないため、はるかに小型の種やハゲワシも捕食者となる可能性がある。

## 繁殖と成長

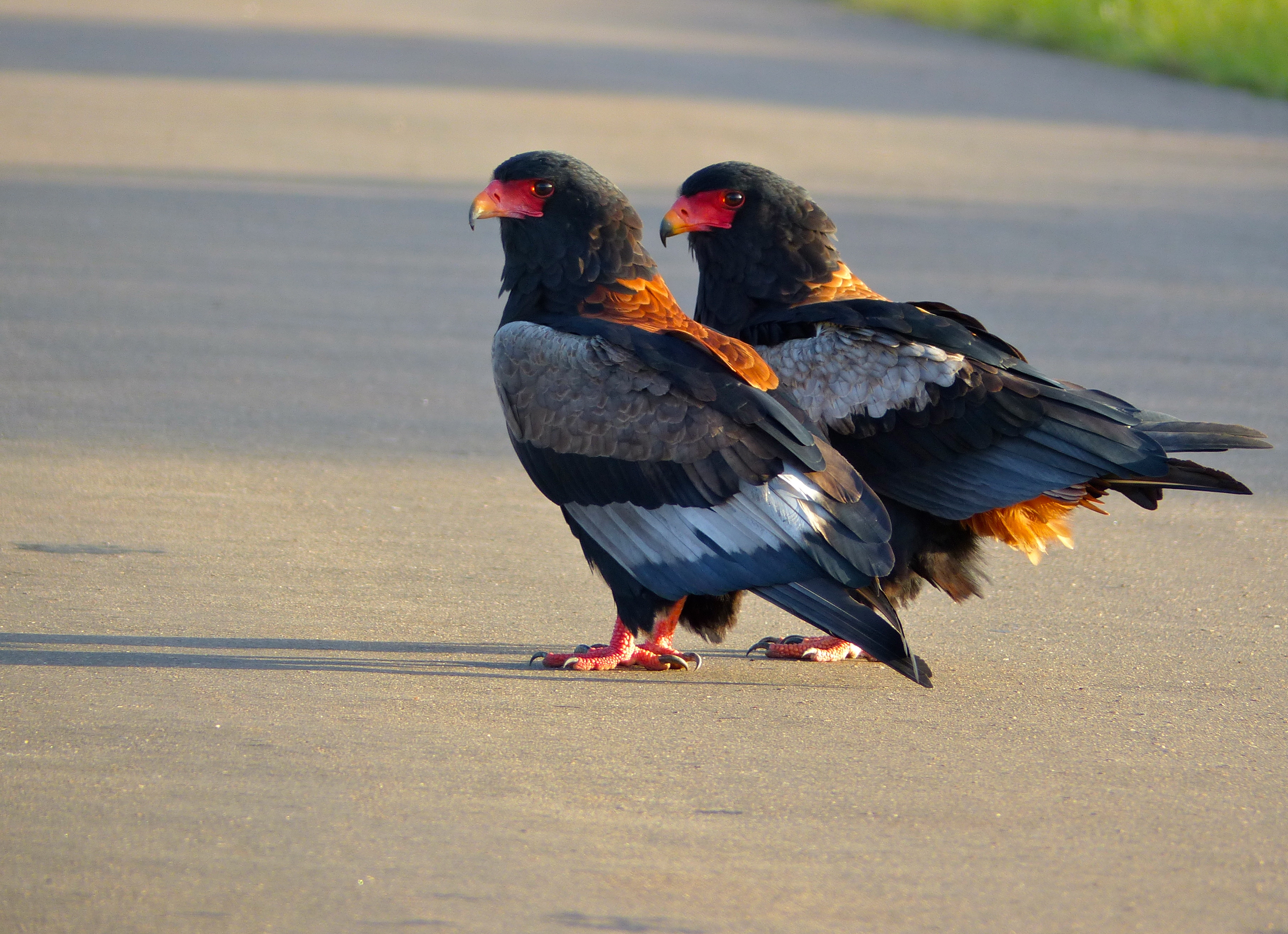
ダルマワシのつがい。左側が雌

ダルマワシは寿命が長く、成熟が遅く、繁殖も遅い種である。互いに求愛したり、つがいの絆を再構築したりするが、これは壮観な求愛ディスプレイであると考えられている。求愛ディスプレイの間は大げさな飛行が行われ、雄は雌に向かって急降下し、雌は回転して爪を雄に見せる。さらに雄は足を下ろして飛ぶこともあり、その間に翼を羽ばたかせて、目立つ「ワッワッワッ」という音を出すことがある。雄が大きな「ワッワッワッ」という音を伴って360度横回転することがごくまれにあり、時には2羽の雄が1羽の雌にディスプレイを行うことがあるが、繁殖期には通常1羽の雄だけが積極的に求愛する。報告されている追跡飛行は必ずしも婚姻飛行ではなく、同じ大きさの鳥や成鳥または幼鳥によって行われる可能性があり、場合によっては種の社会性と関連している。通常一夫一婦制で、つがいの関係は一生続く可能性が高い。ただしまれに一夫多妻制の可能性がある例が報告されている。繁殖期は西アフリカでは主に9月から5月であるが、モーリタニアでは9月に幼鳥が記録されたこともある。東アフリカでは営巣は事実上どの月でも起こり得るが、主に12月から8月頃であり、これは南部アフリカでの繁殖のピークでもあり、南部では8月から遅くとも10月まで営巣することは珍しいと考えられている。ソマリアでは繁殖期は7月から12月までであり、エチオピアではピークは全く見られなかった。

### 巣

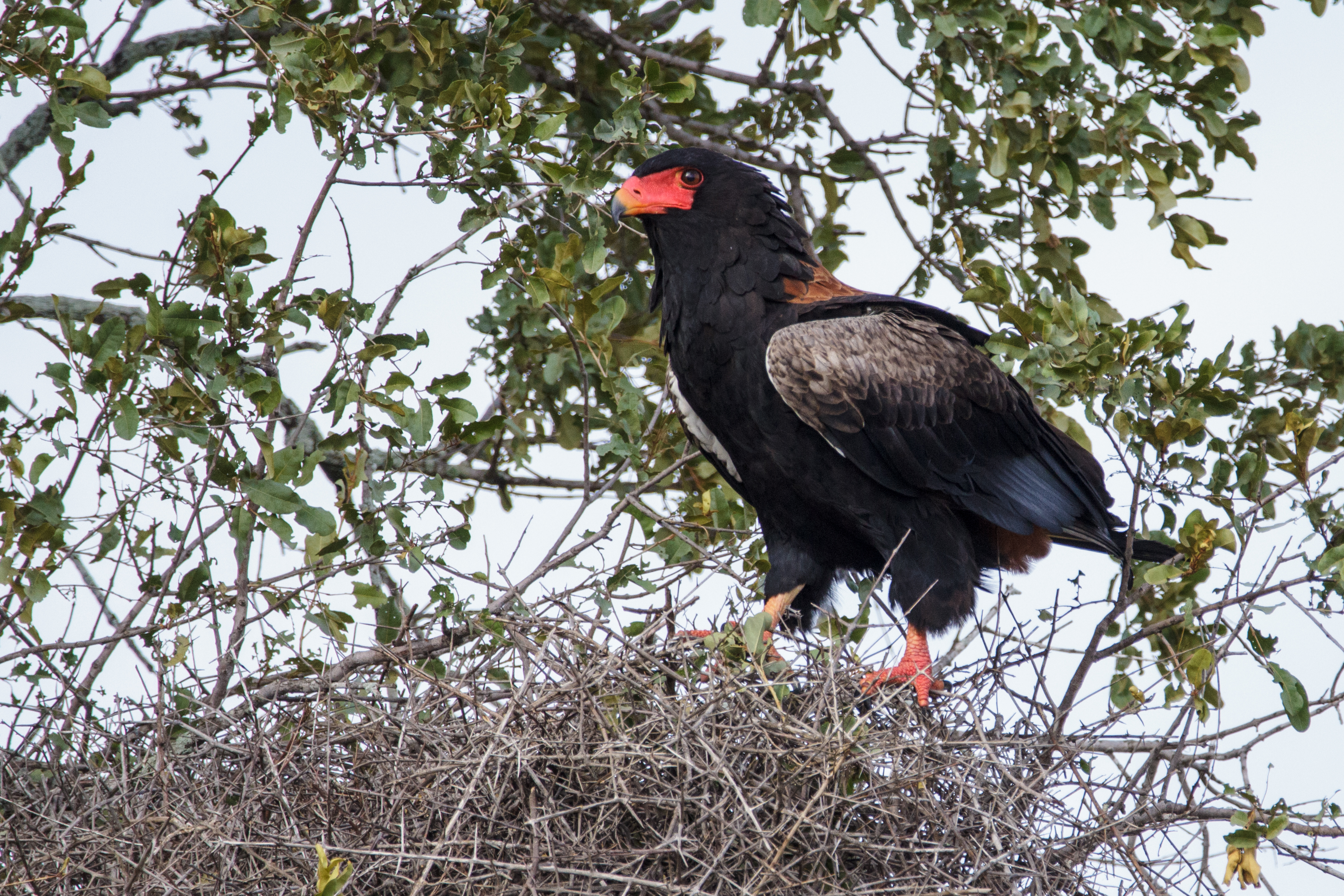
巣とダルマワシ

巣はかなり大きな木にあり、時には水路の近くで、丘陵地帯や開けた平地でも作られる。時折道路や小道などの近くにも巣を作る。巣は通常、地面から10–15 m の高さにあるが、最低で7m、最高で25mの高さに作られることもある。巣は通常、主幹の分岐点または大きな側枝の樹冠内に作られ、日中は殆どの時間日陰になっている。様々な樹種が使用されることがある。南部アフリカでは、バオバブ、特にアカシアの木が好まれる傾向があり、Senegalia nigrescens（マメ科）の木も人気がある。ダルマワシは通常自分で巣を作るが、ハタオリドリ科の巣に作ったという報告があり、観察は困難であった。他の鳥の古巣が使用されることもあり、ヒメイヌワシの巣を引き継ぎ、深くするために素材を追加した例がある。巣は中くらいの大きさの棒でできた頑丈な構造で、幅約60 cm、深さ 30 cm で、直径約25 cm の葉のついたカップ部がある。チュウヒワシ亜科は体の大きさに比べて巣が比較的小さい傾向があり、ダルマワシの巣の直径は、同サイズのアフリカソウゲンワシと比べて約半分である。ダルマワシは巣を緑の葉で覆う傾向がある。つがいは巣作りや修復に協力することが知られており、この作業には通常1-2ヶ月かかるが、繁殖が行われない年でも巣作りが続くことがあると報告されている。繁殖期ごとに同じ地域（通常は 1–3 km 以内）に新しい巣を作ることが多く、以前に作った巣を再利用することもある。5年連続で1つの巣が使われた年もあれば、3年間で巣の再利用がなかった年もあるなど、ばらつきが大きい。ダルマワシの作った巣はラナーハヤブサに好まれる傾向があるが、これはラナーハヤブサの産卵期である7–8月までにダルマワシの雛が巣立つためと考えられる。しかしダルマワシが巣立つ1週間前から、1羽の雛がハヤブサに執拗に襲われた記録もある。ジンバブエの牧畜地帯では、巣の間隔は 13–16 km である。モザンビークでは、巣の間隔は約5kmである。

### 産卵と成長
産卵数は1個である。卵は鳥の大きさの割にはかなり大きく、幅広い楕円形で、通常は斑点のない白亜色だが、時には数個の赤い染みや不明瞭な赤みがかった模様が入ることもあり、これは親鳥の摂食や排泄によるものである可能性がある。卵の大きさや色はほとんどのチュウヒワシ類と非常によく似ており、チュウヒワシ類も通常は1個の卵を産む。卵の高さは 74.2–87 mm、24個のサンプルでは平均 77.4 mm、50個のサンプルでは平均 79.1 mm であり、直径は 57–68.1 mm、24個のサンプルでは平均 62.3 mm、50個のサンプルでは平均62.7mmであった。卵の大きさはダルマワシの優に2倍の体格であるゴマバラワシやカンムリクマタカの卵に匹敵する。通常雌が単独で抱卵するが、稀に雄も抱卵することもある。雌は雄に餌を与えられるが、雌が獲物を得る期間があり、その間に雄が抱卵を引き継ぐこともあるが、雄が抱卵の大部分を行ったという報告はおそらく不正確である。繁殖期は長く、雨季と乾季の影響をあまり受けない一方で、他のワシよりも早い時期に産卵する。抱卵期間は52–59日間、平均約55日間で、アフリカの猛禽類の中で最も長いかもしれない。抱卵期間が42–43日しかないという報告はおそらく誤りである。
雛は晩成性であり、初めは非常に弱々しく、他のほとんどのワシよりもさらに弱々しく、自分の重い頭を持ち上げることができず、くちばしに深いしわがある。雛はクリーム色の幼綿羽で覆われ、目の後ろにチョコレート色の斑点があり、クリーム色の脇腹の上部の羽毛の残りの部分も同じ色である。約2週間で雛はいくらか活発になり、羽毛はまだら模様になる。生後3週間時点で、頭部は幼綿羽で覆われているが、上部の綿羽の色は暗褐色で、後頭部、次列風切、肩羽に茶色の羽毛が生える。生後4週間までには白い幼綿羽は無くなり、特に背中と翼の茶色の羽毛が成長する。1週間後には羽毛が生え続け、次列風切が初列風切よりも大きくなる。生後7週目には羽毛が急速に生え変わり、35日目には完了するが、翼と尾の羽毛はまだ成長中で、最後に残る幼綿羽は翼の下側の雨覆である。雛は外見や羽毛の成長がチュウヒワシ類と似ており、特に初列風切の成長の遅さ、雛が成長するにつれて灰色になっていく点が似ている。雛は5週目頃に初めて立つようになり、羽ばたきもするようになる。独立前の若鳥は、うまく飛べるようになるまで、止まり木に止まったり、うつ伏せの姿勢で横たわったりする。大きな獲物は親鳥が40日目まで雛に与えるが、小さな断片は幼綿羽の生えた雛であっても助けを借りずに食べる。雛が初めて自分で餌を食べられるようになるのは、通常生後6週間頃である。雛が人間に対して効果的な威嚇行動をとるのは、生後9週間で記録されている。雛が巣立つまでの期間は通常90–125日であり、最短で93日、最長で194日という報告もある。幼鳥は最初の飛行のあと巣に戻ることが多く、その後も巣に留まり続ける。幼鳥は1週間ほどですぐに独立することもあるが、2–4か月ほど親鳥のそばにいて依存し続けることもある。幼鳥は餌をもらうために飛行中の親鳥の後をついて回ることもある。そこで親鳥は幼鳥を誘い、餌を遠ざけることで、幼鳥が徐々に遠くへ行くようにする行動も記録されている。巣の場所を離れた後、幼鳥は広くさまようことが多く、例えば1,347km2を移動した記録がある。幼鳥が別の巣の近くを飛んでいると、成鳥の雄に激しく攻撃されることが多い。未成熟の個体が卵の孵化を手伝うために留まっているという報告がいくつかあり、頻繁に報告されているとも言われているが、おそらくまれな行動である。

### 親の行動
巣に近づくと、時に激しく反応し、攻撃的な声を上げ、大きな羽ばたき音を立てて侵入者に向かって飛び降りる。しかし巣に近づかれると立ち去ることが多く、数時間巣に戻らないこともある。一般的に、他のほとんどのアフリカのワシよりも子供を見捨てる傾向がある。抱卵と子育ての期間中、巣では雄の方が雌よりも行動的で、注意をそらすためのディスプレイや、木に登られた場合の定期的な急降下攻撃を行うこともあるが、雌は遠くへ飛び去ることが多い。一頭の雄のヒヒが巣のある木に登ると、雌のダルマワシは座って抱卵し、雄は急降下攻撃を行った。これで追い払えなかったため、雄はヒヒと巣の間の枝に止まり、翼を上げてヒヒを威嚇した。ヒヒは追い払われなかったが、巣のワシを攻撃することはなかった。ダルマワシの親は人間に非常に敏感で、巣の調査には適応するが、写真撮影機材には憤慨し、小さな雛がいても定期的に巣を放棄するため、巣の写真撮影は避けるべきである。親が巣から追い出されるのが容易なことが、異常に高い雛の捕食率につながっているように見えるが、他の地域を含む多くのワシは、敵の脅威が高くなりすぎるまで巣に留まるか、潜在的な脅威に凶暴に攻撃するかのどちらかである。雛は雌によって注意深く世話されており、ケニアでの研究では、雌は雛の孵化後10日目までは82％の時間巣にいるが、10–20日目には47％に低下し、30日目以降は約5％に低下し、60日目以降は約1％に低下した。雛が成熟の最終段階にあるとき、雌の世話はごく短時間の獲物を運ぶのみである。雌雄両方が獲物を運び、雛に餌を与えるが、雄の役割は他の多くのワシよりも多い。孵化後30日を過ぎると、雛は夜通し巣に一人でいることが多い。初期にはほぼ毎日餌を与えられるが、巣を離れた後は2–3日に1回しか餌を与えられなくなる。

### 繁殖の成功と失敗
巣1つあたり年間平均0.47羽の雛を産むと推定されている。東アフリカでは毎年繁殖する傾向はなく、平均して年間約0.5羽である。南部アフリカでは子育ての成功・失敗に関わらず、毎年繁殖するのが一般的である。ジンバブエの4つの巣では、繁殖率は1つのつがいあたり年間0.81羽で、人間の干渉を受けずに生息する地域ではこの数値よりも高い。ジンバブエでの繁殖の失敗は、不妊または卵の消失によるもののみであることがわかっている。クルーガー国立公園では、クロワシミミズクの捕食により繁殖の成功率が大幅に低下する可能性がある。さらにクルーガー国立公園では個体数の33%が若鳥で、残りの67%が成鳥であることが判明しており、若鳥の個体数が少ないと推定される。他の場所では若い個体はさらに少なく、25–30%程度である。少なくとも南アフリカでは性比はほぼ均等で、雄と雌の数が同数であると思われる。カラハリトランスフロンティア自然保護公園では、13組のつがいで1組あたりわずか0.33羽の雛を産んだことが記録されている。7年間の研究期間中に同地域では営巣地が13%減少し、過去10年間で少なくとも40%減少したという証拠があった。空いた営巣地が再び占拠されることはなかった。公園周辺には安全な緩衝地帯が無いことが判明し、保護された公園から餌を求めてやって来た個体がこれらの地域に入ると死亡する可能性があり、営巣地の撹乱や、隣接する農地での迫害により減少したものと思われる。調査期間中、公園内では毒殺された、または毒殺の疑いのあるダルマワシが発見されている。幼少期を生き延びた少数の個体の平均寿命は12–14年と推定され、場合によっては27年まで生きることもある。成鳥の年間生存率は95%、幼鳥の年間生存率は75%と推定されている。飼育下では50年以上生きた例もある。

## 脅威と保全

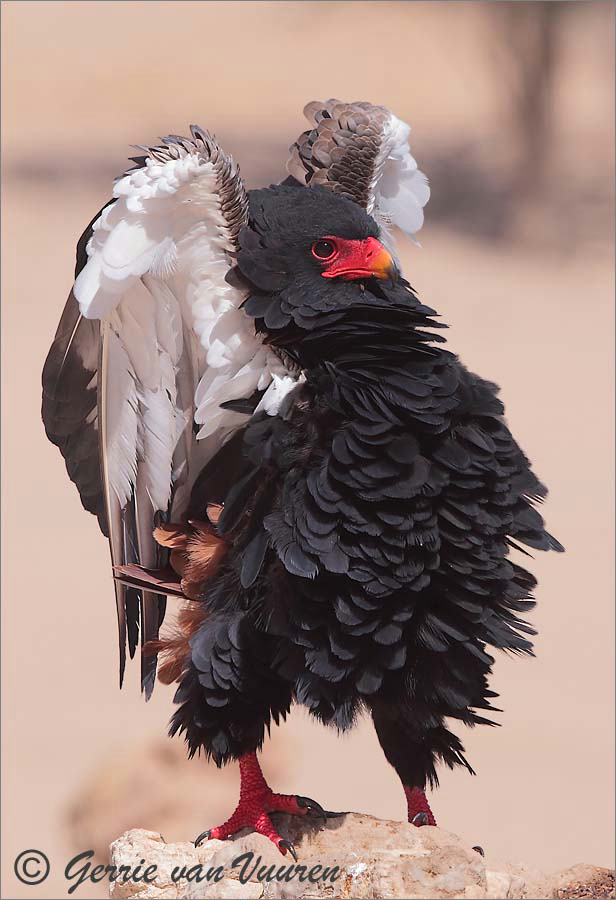
「紋章」のポーズ

分布域は広いが、かなり急激に減少している。1990年代の推定では、1つがいあたりの縄張りが平均150 km2であったため、幼鳥を含めた総個体数は約180,000羽であったと予測された。ただし総個体数はそれよりはるかに少ない可能性が高い。現在、IUCNは総個体数を大まかに10,000から100,000と推定している。南部アフリカの個体数は、知られている中で最も劇的で大幅な減少を示している。一時期、旧トランスヴァール州だけで2000から2500のつがいが生息していたが、1990年代までに約420–470つがいにまで減少した。最近では、南部アフリカ全域で700組未満であると推定されているが、この数字は過小評価である可能性もある。全体として、南部アフリカでは個体数が75％減少したと推定されている。ジンバブエ、ナミビア、エスワティニ、南アフリカ共和国では絶滅が危惧されていると考えられており、マラウイ、ザンビア、モザンビーク、ボツワナでは依然として珍しくはないものの、減少傾向にあると考えられる。個体数の減少は南部アフリカに限ったことではなく、コートジボワールとスーダンでも顕著な減少が確認されている。トーゴ、ニジェール、ナイジェリアでも個体数が大幅に減少していると報告されている。かつては中央・西アフリカの道路調査でよく見られたものの、2000年代以降の同じ地域での調査では見られなかった。ウガンダにおける潜在的な個体数の増加に関する主張は検証されていない。
この種の減少と生息域の縮小は、過去3世代でやや急速だったと疑われている。一般的に生息域全体において、保護区ではより一般的であると考えられている。しかしいくつかの保護区でさえ、個体数は減少しているようである。この種の減少は、ほぼ完全に人為的な原因によるものである。その原因には生息地の破壊、死体に毒を入れる行為、密猟、農薬の使用などが含まれる。死体による中毒は、アフリカの腐肉食動物、特にハゲワシのような鳥にとって大きな問題である。ザンビア、エスワティニ、ボツワナ、ジンバブエ、モザンビークでは、意図的な毒殺の被害に遭う可能性がある。ダルマワシの採餌範囲は広く、非常に小さな死肉であっても見つけられる能力があるため、毒を使用する少数の農家による毒入りの死骸から、大きな影響を受けやすい。ダルマワシなどのワシがこうした毒殺の直接の標的になることは少ないが、場合によってはジャッカルのような哺乳類を殺すための毒に巻き込まれたり、密猟者が違法な野生動物の殺害を隠すために毒殺することがある。南部アフリカの個体数の減少は、主に大規模農業による毒殺と関係している。南アフリカでは卵3個から低濃度のDDT代謝物が検出されたが、全体の個体群に影響を及ぼすほどではないと思われる。ボツワナやザンビアでは農薬の使用が個体群に悪影響を及ぼしている可能性があると予測されている。被害は深刻かつ持続不可能であり、毒殺にとどまらず、射撃による密猟や罠の影響も及んでいる。伝統医学で羽が占いに使用されるため、そのために狩られることもある。電線との衝突、貯水池での溺死、道路での事故など、人工物による影響も存在する。人間の居住地の拡大と畜産業の増加による生息地の縮小は、ダルマワシに対する一般的な脅威であることが判明している。他の多くの脅威よりは意図的ではないが、人間が巣を脅かすことで、繁殖成功率のさらなる急落を引き起こしている。大規模な対策は行われていないが、イエメンでは絶滅危惧種として保護されている可能性がある。生息域全体で毒餌の使用を減らすための教育および啓発キャンペーンを実施することが提案されている。定期的な個体数モニタリングが実施されている。

## 人との関わり
その見事な色彩と人目を引く大胆な行動のため、アフリカの紋章や神話の文化において重要である。ジンバブエの文化においては古代から重要な役割を果たし、ジンバブエの国旗にも描かれるなど、紋章の形で継続的に使用されている「ジンバブエ鳥」のベースになっている可能性が高い。南アフリカでは、ダルマワシが飛びながら鳴くと雨が降るとされている。ダルマワシに対する崇拝と神話化は、ジンバブエ以外の地域でも知られており、ツワナ語を話す南部アフリカの人々や、他の地域でも鉄器時代から知られている。「kgwadira」や「petleke」と呼ばれ、伝承では主人とされたハゲワシの賢い召使の役割を果たしているとされた。東アフリカと中央アフリカでは「gawarakko」や「nkona」などと呼ばれており、タンガニーカ湖では、ダルマワシが死んでいても生きていようと、スルターンの所有物として考えられていた。

## 画像

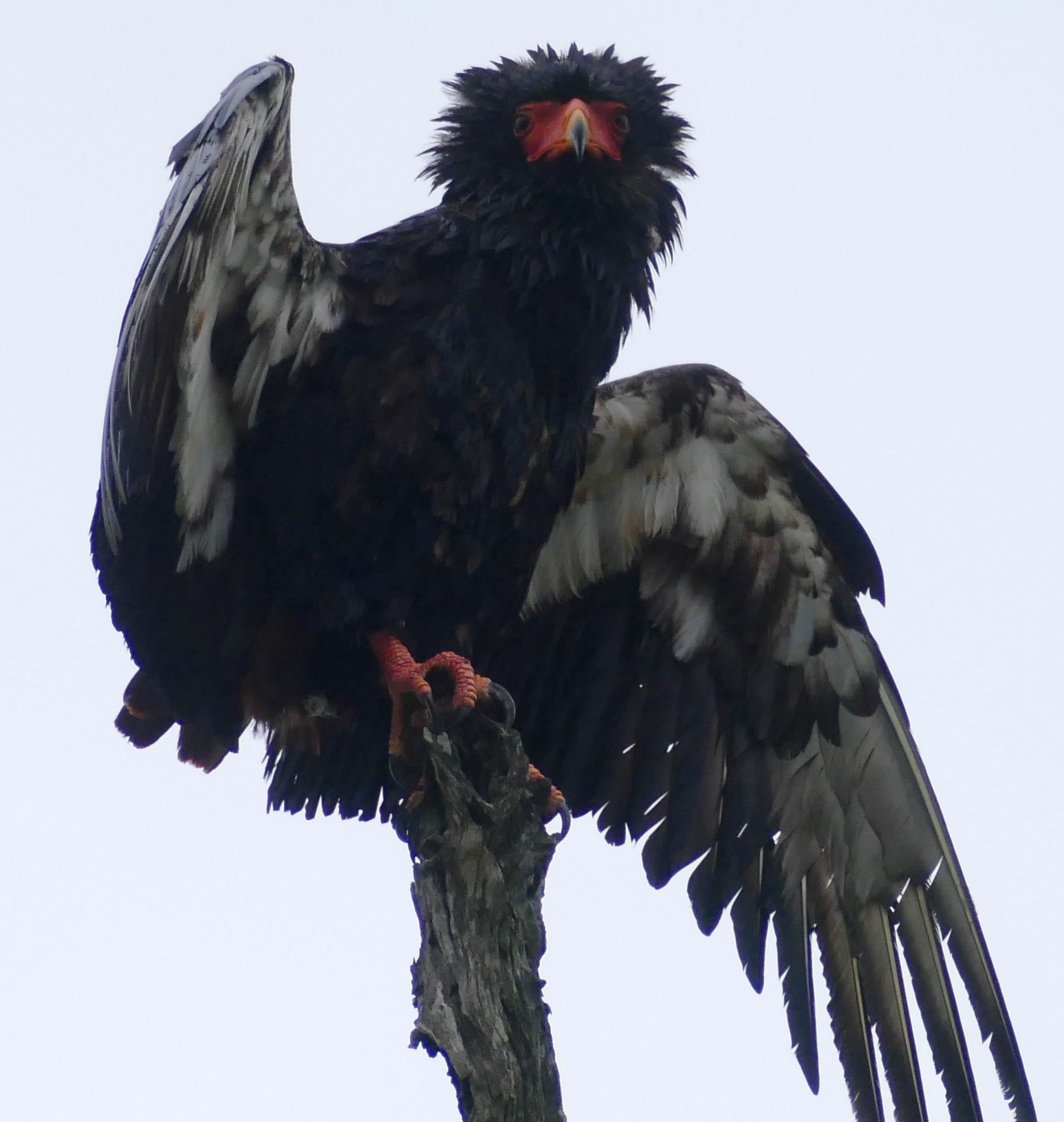
雨に濡れた様子
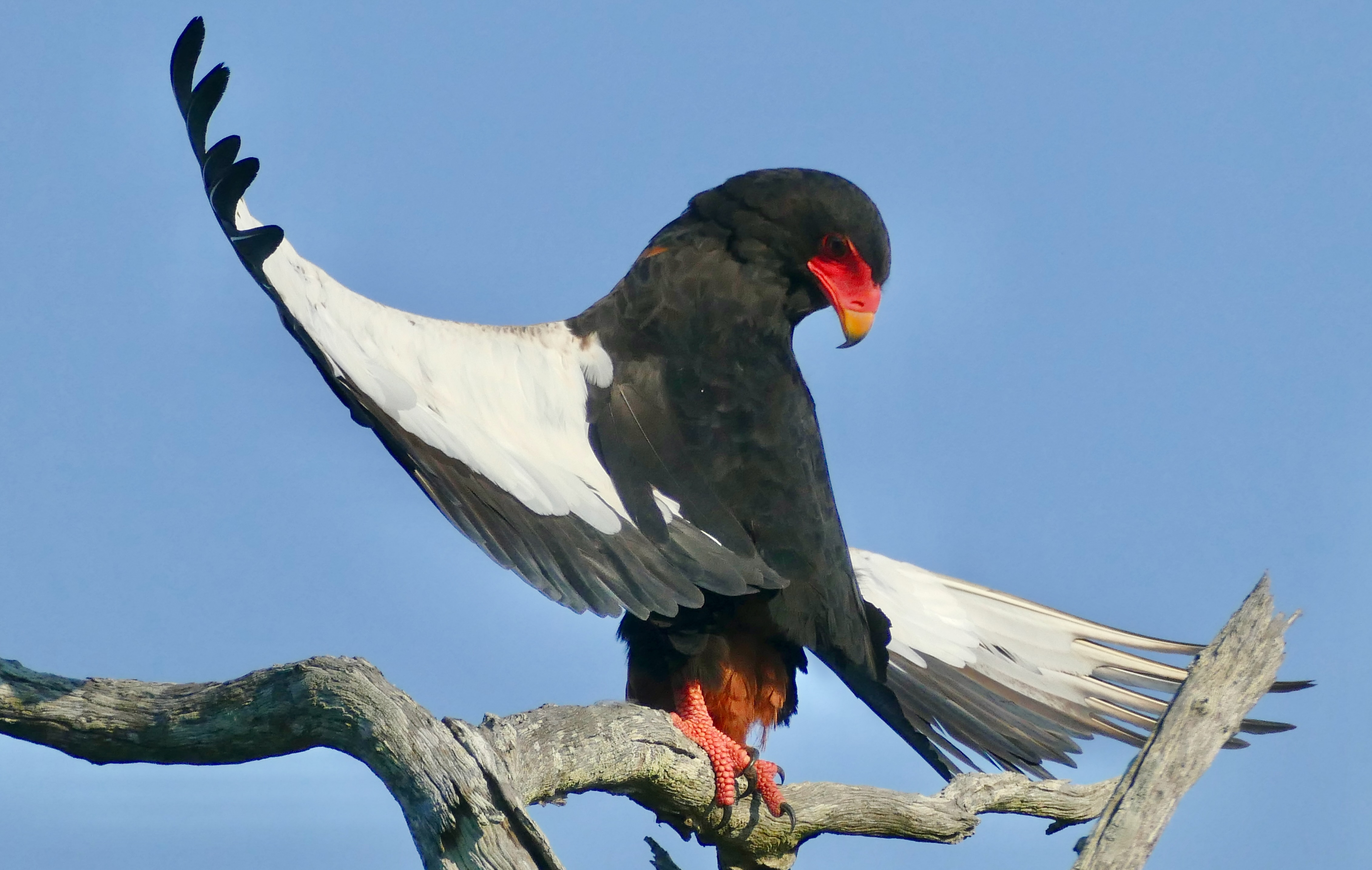
日光浴
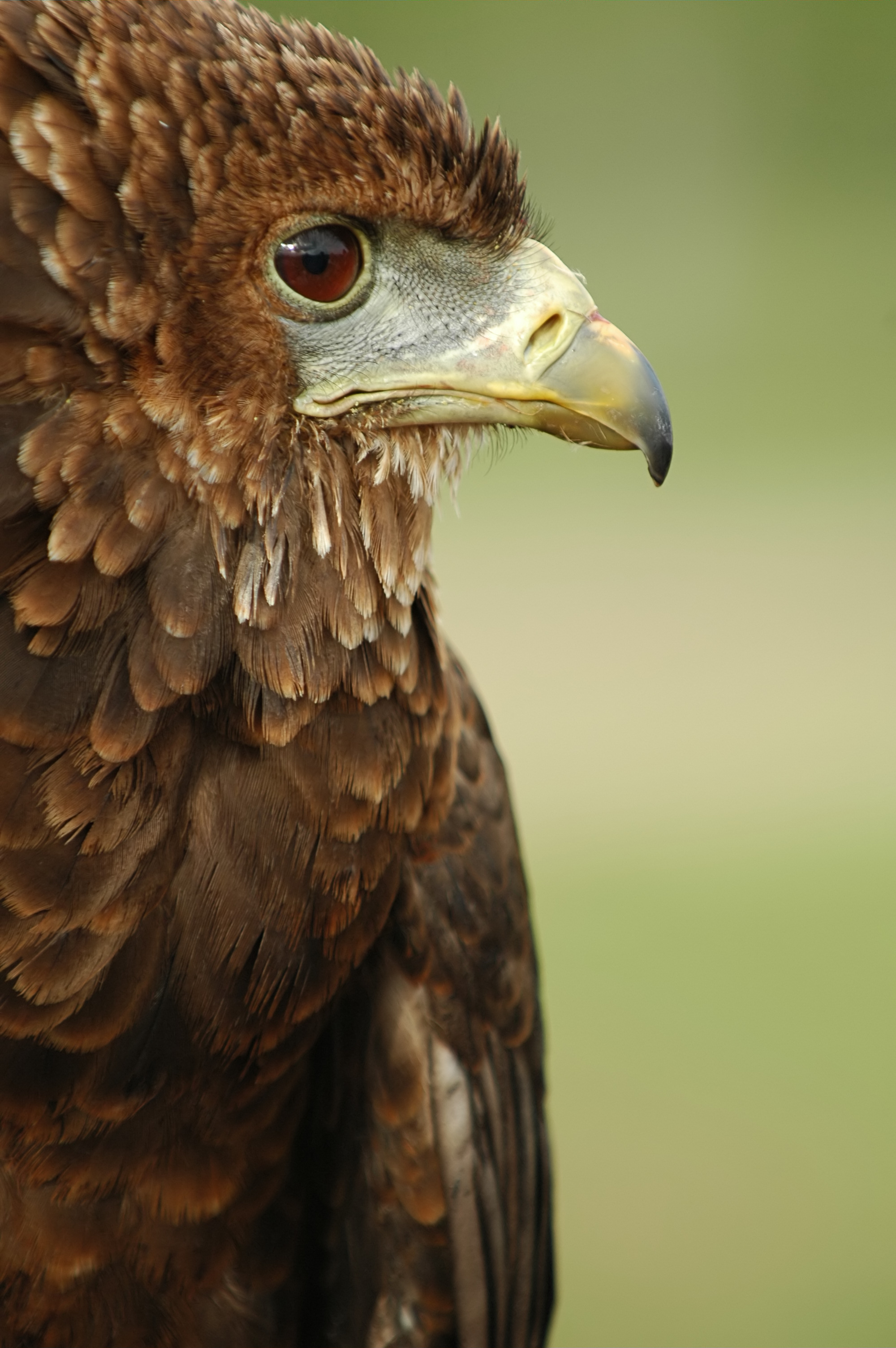
幼鳥の頭部
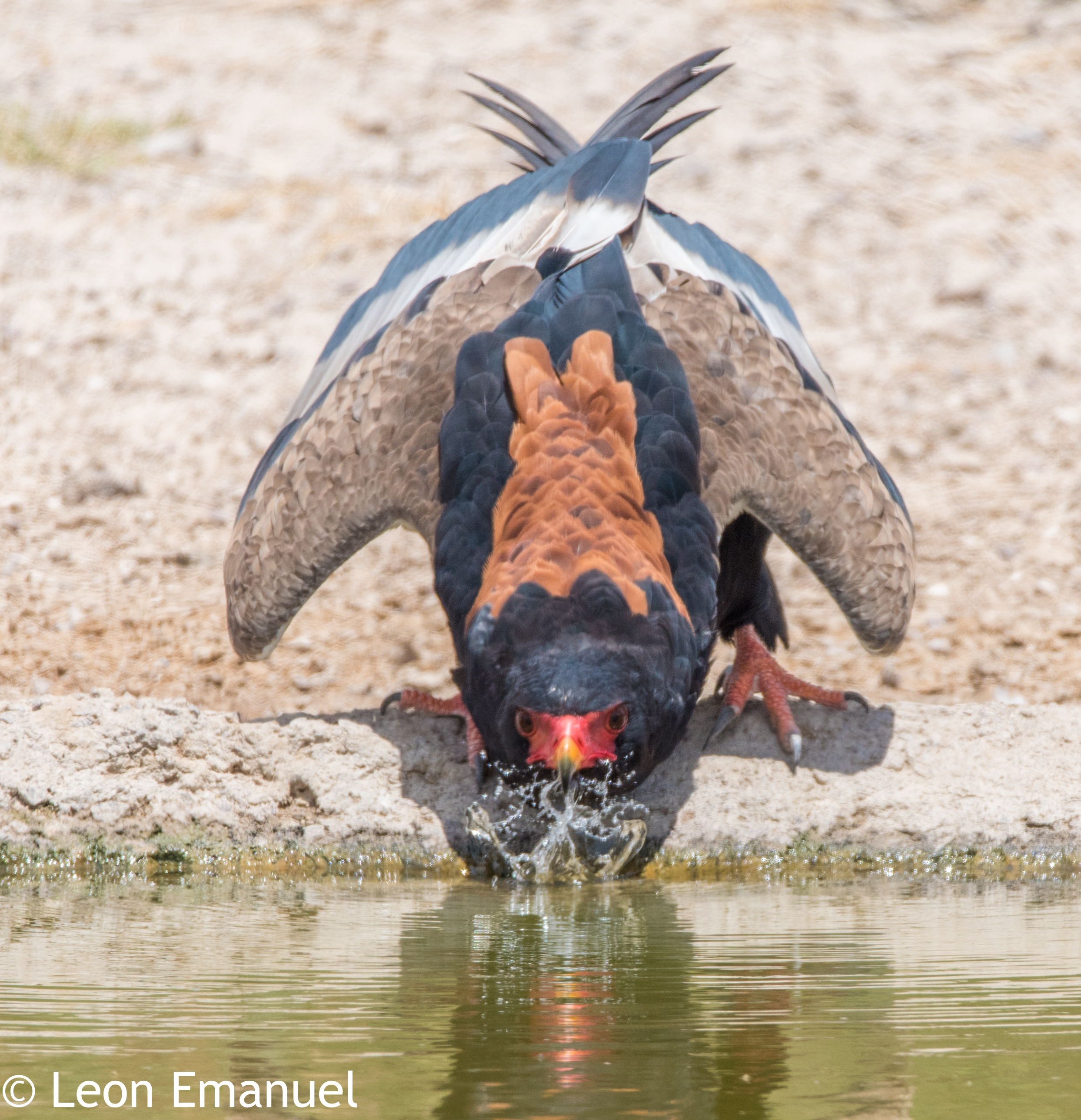
水を飲む様子
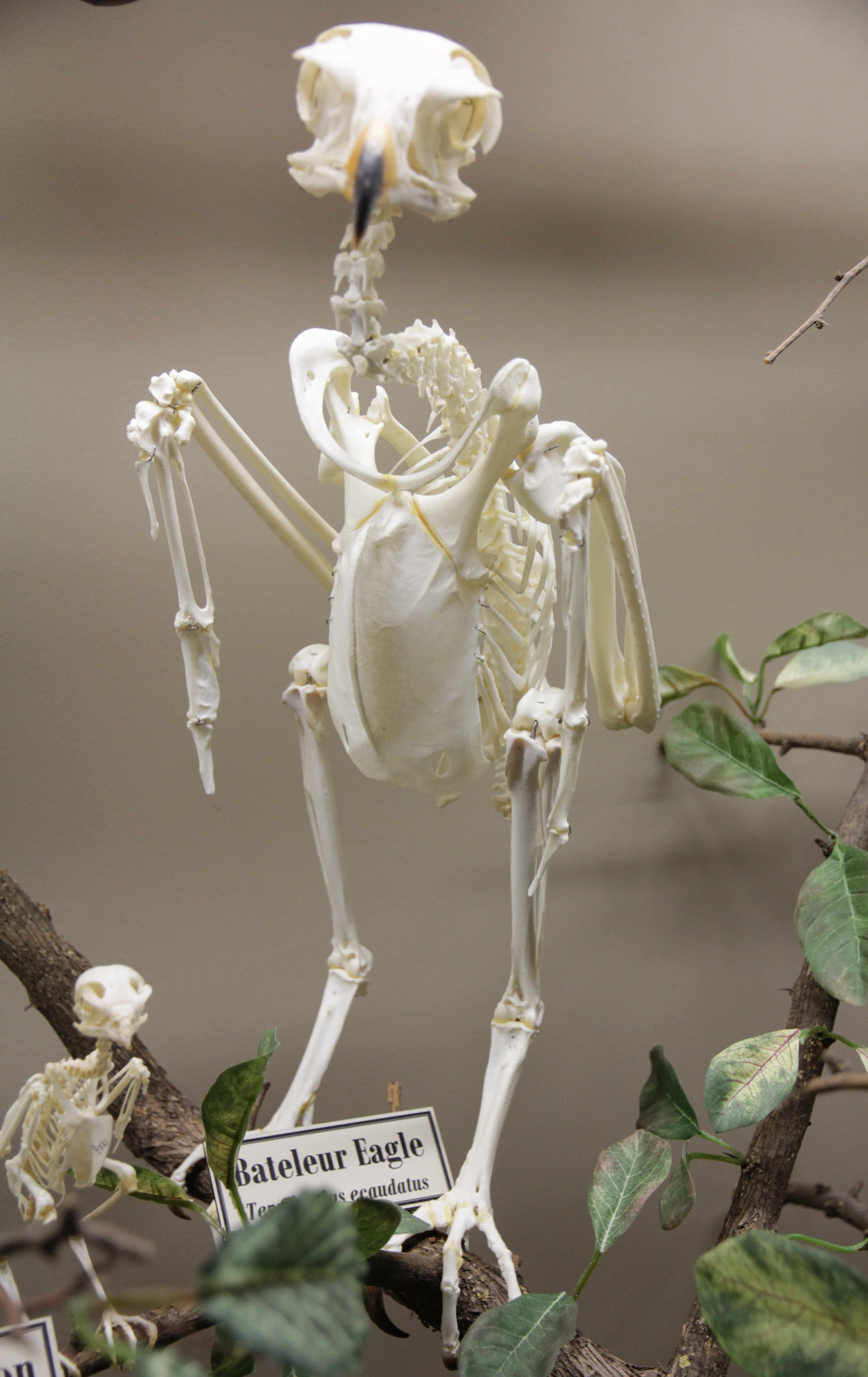
骨格標本